# Chalonnes-sur-Loire
Chalonnes-sur-Loire est une commune française située dans le département de Maine-et-Loire, en région Pays de la Loire.
Cette petite ville rurale se trouve au cœur de l'Anjou, au sud-ouest d'Angers. Son territoire est situé en bord de Loire, dans le Val de Loire classé au Patrimoine mondial de l'Unesco dont elle constitue la limite occidentale.
La présence de nombreux fossiles indique une occupation très ancienne. C'est un des lieux le plus anciennement habité de l'Anjou. La cité s'est développée le long de la rive gauche de la Loire, autour des deux églises de Saint-Maurille et de Notre-Dame. Sa situation favorable a contribué à son développement.
À la réorganisation administrative qui suit la Révolution, Chalonnes devient chef-lieu de canton. La ville est touchée par plusieurs affrontements durant la guerre de Vendée, notamment en 1795 avec une bataille entre troupes vendéennes et républicaines. Sa situation sur le Loire en fait aussi un lieu d'affrontement pendant la Seconde Guerre mondiale.
La viticulture est fortement implantée à Chalonnes, qui possède aussi un important passé minier lié à l'exploitation du bassin houiller de Basse Loire.

## Géographie

### Localisation
Commune du nord des Mauges, Chalonnes-sur-Loire se situe à l'ouest du département de Maine-et-Loire sur la rive gauche de la Loire, à 20 km à l'ouest d'Angers et à 61 km à l'est de Nantes. Son territoire s'étend aux pieds des coteaux, le long du fleuve, sous la confluence du Layon et du Louet.
La commune se trouve dans le Val de Loire, tel qu'inscrit en 2000 sur la liste du patrimoine mondial de l'UNESCO. L'inscription concerne le périmètre situé entre les deux coteaux le bordant de Sully-sur-Loire (45) à Chalonnes-sur-Loire (49) sur une longueur de 280 km et plus de 853 km2 (85 394 hectares).

### Géologie et relief
L'altitude de la commune varie de 10 à 99 mètres, pour une altitude moyenne de 55 mètres, et s'étend sur près de 39 km2 (3 856 hectares).
Chalonnes se situe sur les unités paysagères de la Loire des promontoires (nord de la commune), du plateau des Mauges (sud de la commune) et du couloir du Layon (est de la commune).
Située au sud-est du Massif armoricain, son relief est constitué au nord d'une partie basse, la vallée de la Loire, et au sud et à l'est d'une partie haute, au relief plus marqué. On trouve à l'est des coteaux, situés sur la faille du Layon qui est jalonnée de nombreux bassins sédimentaires carbonifères. Cette faille se prolonge jusqu'à la pointe sud de la Bretagne, après avoir reçu plusieurs autres noms. C'est la Corniche Angevine, zone géographique située entre Chalonnes et Rochefort. Coincée entre la vallée du Layon et celle de la Loire, son relief date du paléozoïque (ère primaire). Cette barre rocheuse est constituée de grès ferrugineux, de schistes houillers, de houille (bassin houiller de Basse Loire) et de cinérites,.

### Hydrographie
Trois cours d'eau traversent la commune : la Loire, le Layon et le Louet, ce dernier étant un bras de la Loire allant de Juigné-sur-Loire à Chalonnes-sur-Loire.

Le Layon, dont la majeure partie du cours se situe en Maine-et-Loire, emprunte la faille du Layon et borde la corniche angevine sur plusieurs kilomètres avant de rejoindre la Loire à Chalonnes.

Y passent également les ruisseaux de Saint-Denis, de la Barre, d'Armange, de Chante et du Jeu.
On trouve également dans la commune des îles fluviales situées dans le cours de la Loire, l'Île de Chalonnes et l'Île Touchais, ainsi que plusieurs ponts : le pont de Chalonnes-sur-Loire, le pont de Cordez, le pont Réné-Trottier, le pont sur le Grand Bras. L'île de Chalonnes est la plus grande île habitée de la Loire. Elle subit régulièrement des inondations au moment des crues.
Chalonnes dispose d'un accès sur la Loire, le port Garou ; quai s'étendant sur 600 mètres installé en 1857. Autrefois les bateliers naviguaient sur la Loire pour transporter des marchandises comme le charbon, la chaux ou le vin. Les bateaux descendaient la Loire jusqu'à Nantes.
La levée en face de Chalonnes date de 1785. Les levées sont une chose proprement angevine. Nées au XIIe siècle, elles furent bâties pour gagner sur les terres riches en alluvions.

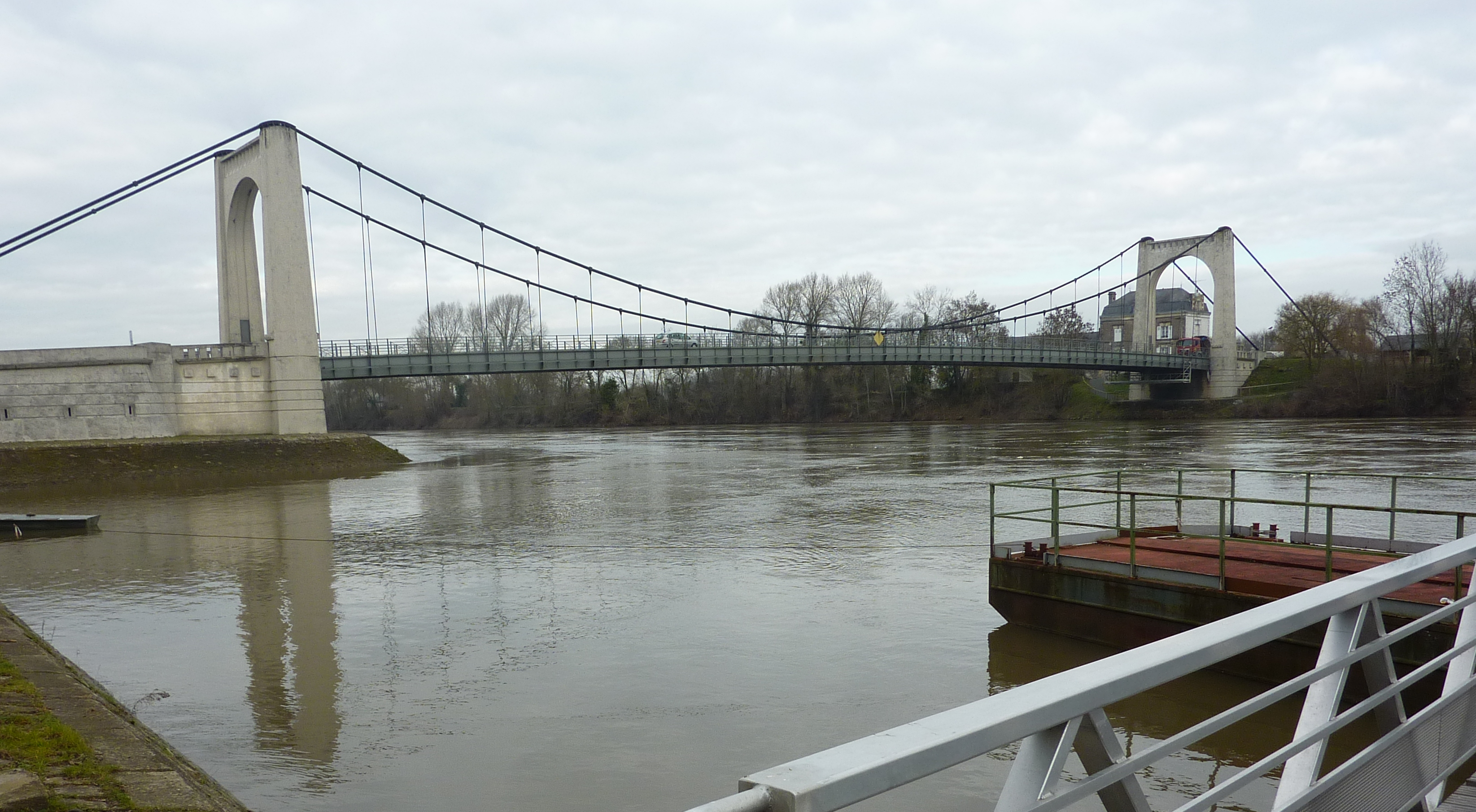
Vue depuis Chalonnes.
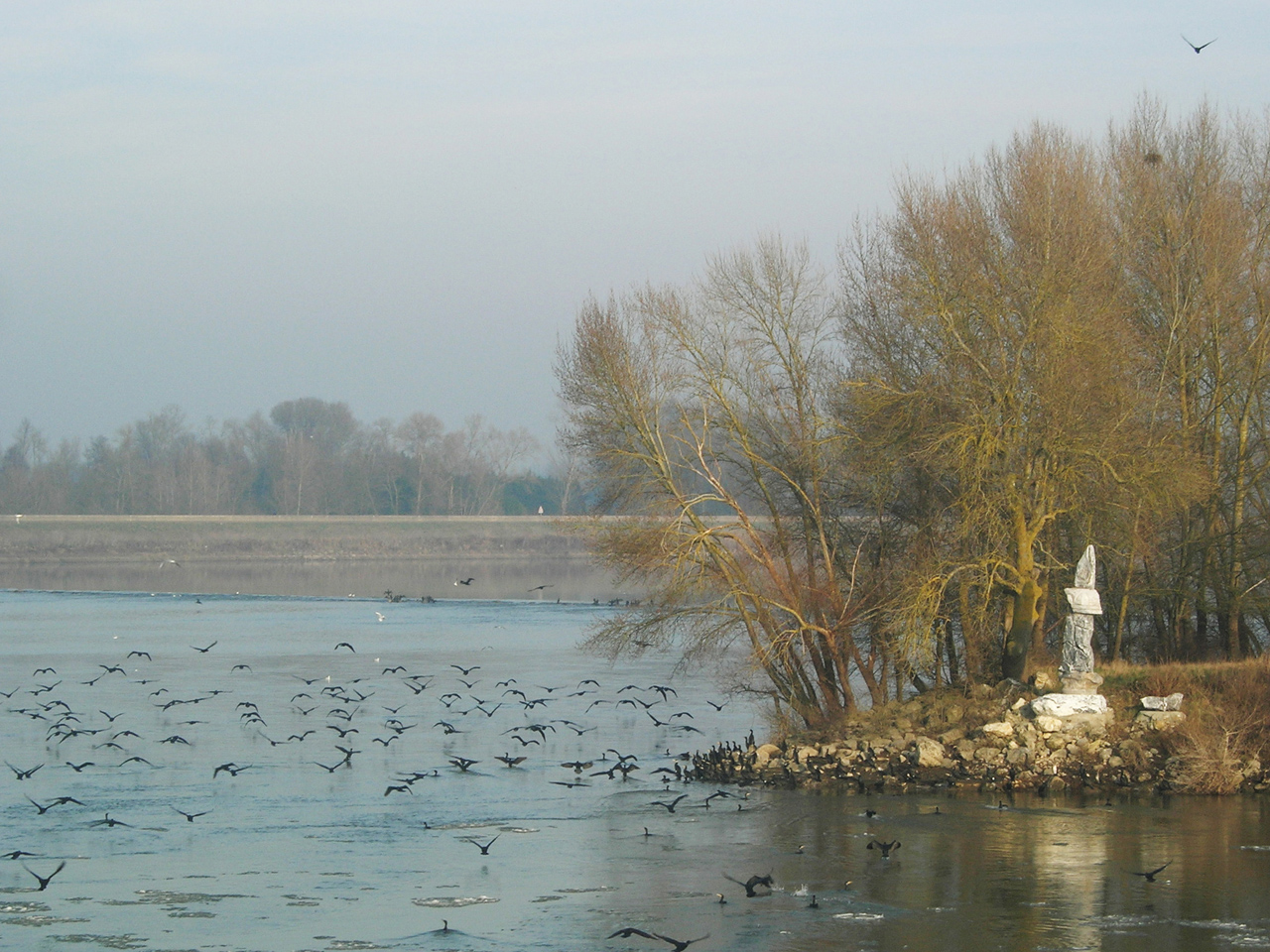
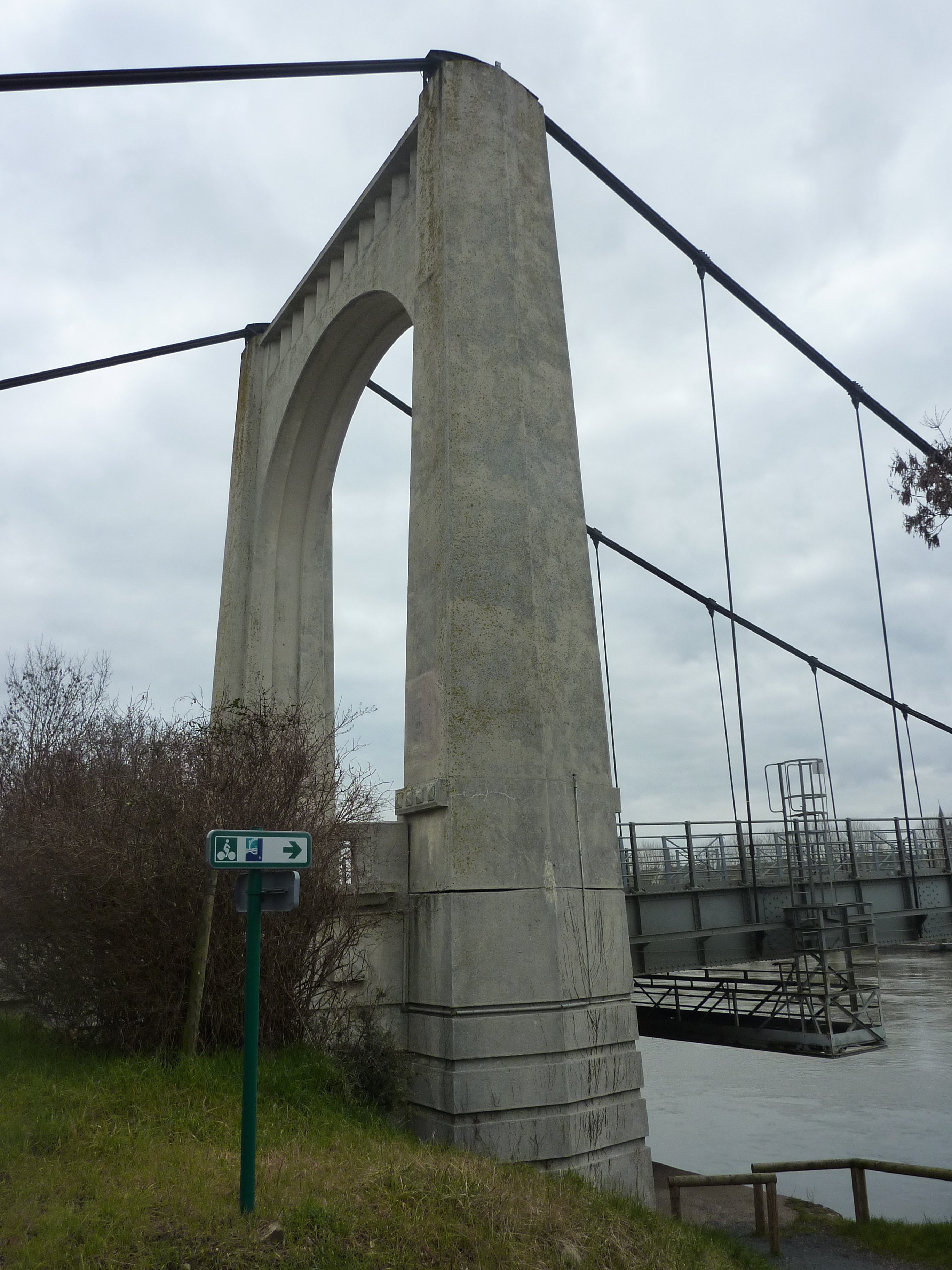
Pile sur l'Île de Chalonnes.
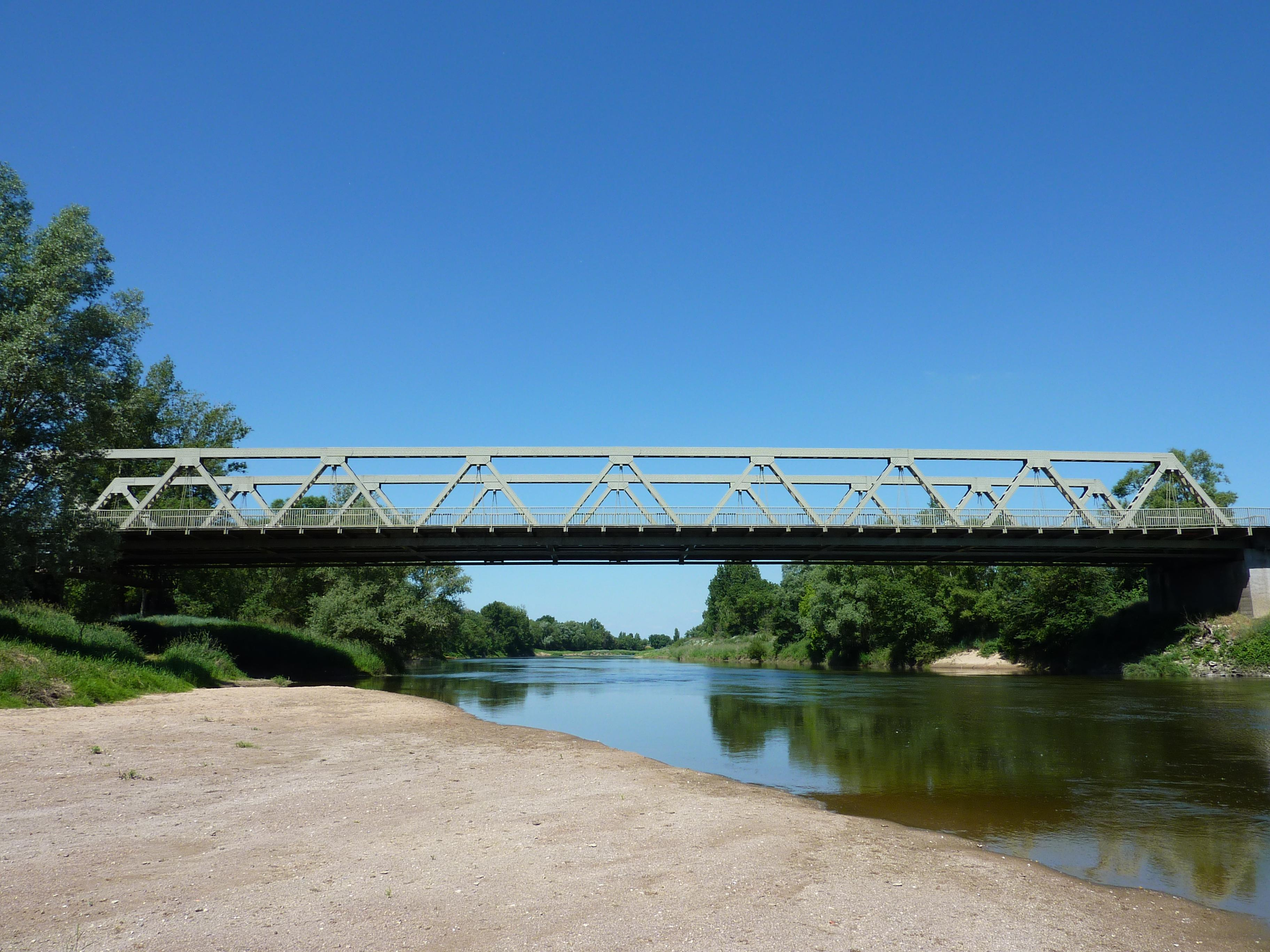
Pont de Cordez.
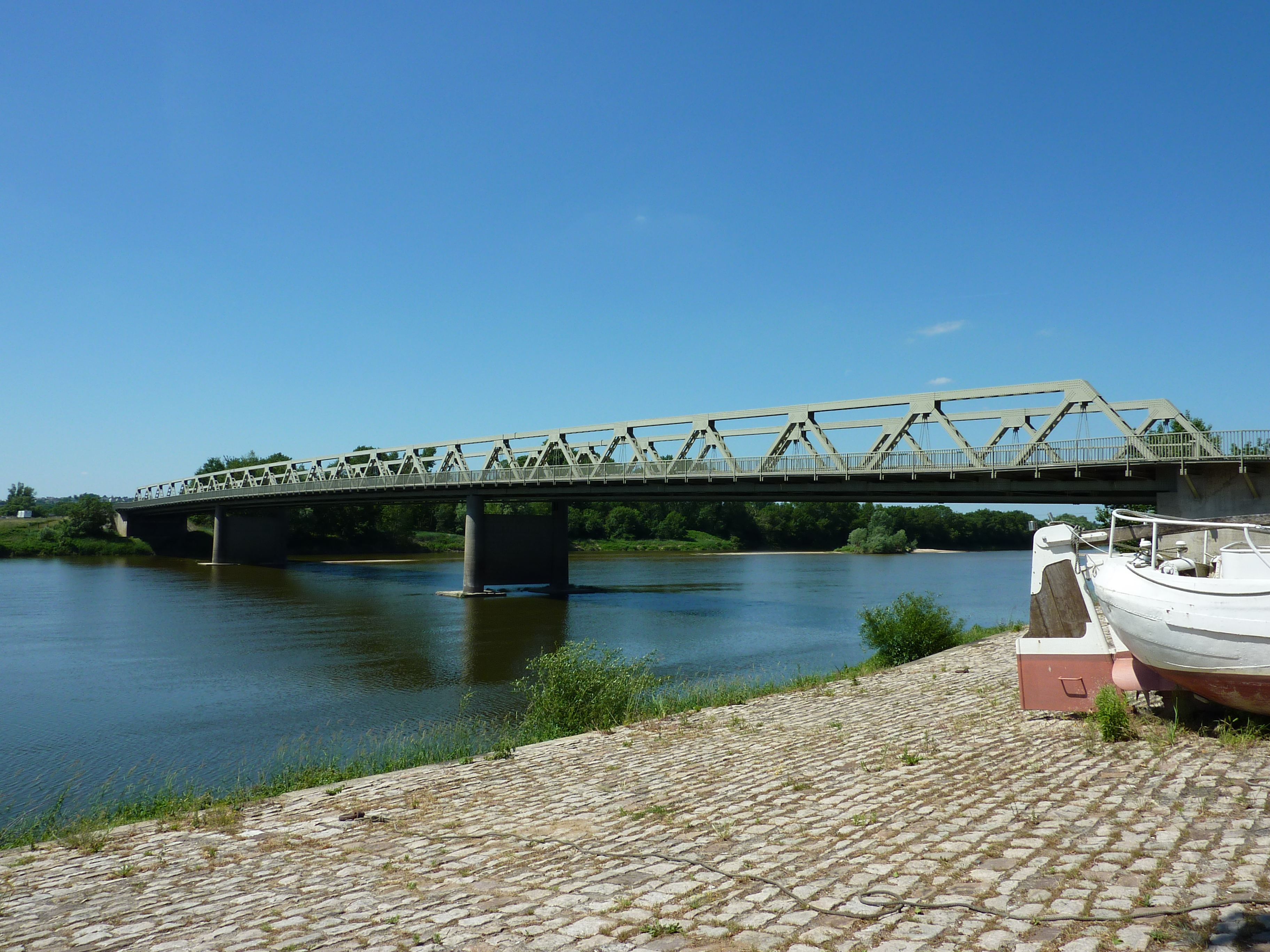
Pont sur le Grand Bras.

### Protections dans la commune
Outre des protections sur des bâtiments (monuments historiques et inventaires), la commune de Chalonnes figure à l'inscription de
- Protection réglementaire, arrêtés de protection de biotope pour l'ilot dit du buisson Marion ;
- Natura 2000 pour la vallée de la Loire entre Nantes et les Ponts-de-Cé, et les zones adjacentes ;
- Zone importante pour la conservation des oiseaux (ZICO) pour la vallée de la Loire entre Nantes et Montsoreau ;
- Zone naturelle d'intérêt écologique, faunistique et floristique (ZNIEFF) pour le lit mineur, les berges et les iles de la Loire entre Les Ponts-de-Cé et Mauges-sur-Loire) pour la basse vallée du Layon et la vallée du Louet, ainsi que pour la vallée du Jeu, la vallée du ruisseau des Moulins et de Saint-Denis, la vallée de l'Armange ;
- Zone humide d'importance nationale pour la Loire, entre Maine et Nantes ;
- Patrimoine mondial de l'UNESCO pour le val de Loire entre Sully-sur-Loire et Chalonnes-sur-Loire[3].

### Climat
Son climat est tempéré, de type océanique. Le climat angevin est particulièrement doux, du fait de sa situation entre les influences océaniques et continentales. Généralement les hivers sont pluvieux, les gelées rares et les étés ensoleillés. Compte tenu de sa proximité avec la Loire, les brouillards y sont nombreux.
Pour des articles plus généraux, voir Climat des Pays de la Loire et Climat de Maine-et-Loire.
Le climat qui caractérise la commune est qualifié, en 2010, de « climat océanique altéré », selon la typologie des climats de la France qui compte alors huit grands types de climats en métropole. En 2020, la commune ressort du même type de climat dans la classification établie par Météo-France, qui ne compte désormais, en première approche, que cinq grands types de climats en métropole. Il s'agit d'une zone de transition entre le climat océanique, le climat de montagne et le climat semi-continental. Les écarts de température entre hiver et été augmentent avec l'éloignement de la mer. La pluviométrie est plus faible qu'en bord de mer, sauf aux abords des reliefs.
Les paramètres climatiques qui ont permis d'établir la typologie de 2010 comportent six variables pour les températures et huit pour les précipitations, dont les valeurs correspondent à la normale 1971-2000. Les sept principales variables caractérisant la commune sont présentées dans l'encadré ci-après.
| Paramètres climatiques communaux sur la période 1971-2000 - Moyenne annuelle de température : 11,9 °C - Nombre de jours avec une température inférieure à −5 °C : 1,7 j - Nombre de jours avec une température supérieure à 30 °C : 5,1 j - Amplitude thermique annuelle : 13,8 °C - Cumuls annuels de précipitation : 650 mm - Nombre de jours de précipitation en janvier : 11,3 j - Nombre de jours de précipitation en juillet : 5,8 j |

Avec le changement climatique, ces variables ont évolué. Une étude réalisée en 2014 par la Direction générale de l'Énergie et du Climat complétée par des études régionales prévoit en effet que la  température moyenne devrait croître et la pluviométrie moyenne baisser, avec toutefois de fortes variations régionales. Ces changements peuvent être constatés sur la station météorologique de Météo-France la plus proche, « La Pommeraye », dans la commune de Mauges-sur-Loire, mise en service en 1980 et qui se trouve à 7 km à vol d'oiseau,, où la température moyenne annuelle est de 12,1 °C et la hauteur de précipitations de 670,9 mm pour la période 1981-2010.
Sur la station météorologique historique la plus proche, « Nantes-Bouguenais », dans la commune de Bouguenais, dans le département de la Loire-Atlantique, mise en service en 1945 et à 68 km, la température moyenne annuelle évolue de 12,2 °C pour la période 1971-2000, à 12,5 °C pour 1981-2010, puis à 12,7 °C pour 1991-2020.

### Voies de communication et transports
Trois voies routières principales traversent la commune : la D 751 d'est (Rochefort) en ouest (Montjean), la D 106 du nord (Saint-Georges) au sud-est (Chaudefonds), et la D 762 au sud-ouest (Saint-Laurent).

L'autoroute A11 Angers-Nantes (sortie 19) se trouve à une quinzaine de kilomètres.
Transports en commun : la commune est desservie par une ligne d'autobus du réseau interurbain de Maine-et-Loire AnjouBus, la ligne 23. Celle-ci va d'Angers à Saint-Florent-le-Vieil, en passant par Rochefort, Saint-Aubin, Chaudefonds, Chalonnes, La Pommeraye, Montjean.

En septembre 2012, une nouvelle ligne (43) d'AnjouBus est créée pour desservir la gare ferroviaire de Chalonnes ; passant par la commune, mais aussi par celles de La Pommeraye, Bourgneuf-en-Mauges et Saint- Laurent-de-la-Plaine.
Pour accéder au réseau ferroviaire, la ligne Angers-Cholet est accessible à la gare de Chalonnes et la ligne Angers-Nantes à celle de La Possonnière. La ligne de chemin de fer Possonnière-Cholet dessert les villes de La Possonnière, Chalonnes-sur-Loire, Chemillé et Cholet
Autrefois, la Loire servait également de voie de communication. Ce n'est plus le cas aujourd'hui ; celle-ci ne servant essentiellement qu'au tourisme fluvial.

### Aux alentours
Hameaux et lieux-dits : la Basse Île, les Aireaux, le Pâtis, les Aireaux de Grésigné, la Guinière, la Triballerie, la Barre, Villetrouvée, la Grande Chauvière, la Bourgonnière, les Petits Fresnaies, la Gare, la Tête de l'Île, etc..
Communes aux alentours : Saint-Laurent-de-la-Plaine (5 km), Chaudefonds-sur-Layon (5 km), Saint-Georges-sur-Loire (6 km), La Possonnière (7 km), Bourgneuf-en-Mauges (7 km), La Pommeraye (7 km), Saint-Aubin-de-Luigné (8 km), Saint-Germain-des-Prés (8 km), Rochefort-sur-Loire (8 km), Montjean-sur-Loire (8 km).

## Urbanisme

### Typologie
Au 1er janvier 2024, Chalonnes-sur-Loire est catégorisée bourg rural, selon la nouvelle grille communale de densité à sept niveaux définie par l'Insee en 2022.
Elle appartient à l'unité urbaine de Chalonnes-sur-Loire, une unité urbaine monocommunale constituant une ville isolée,. Par ailleurs la commune fait partie de l'aire d'attraction d'Angers, dont elle est une commune de la couronne,. Cette aire, qui regroupe 81 communes, est catégorisée dans les aires de 200 000 à moins de 700 000 habitants,.

### Occupation des sols
L'occupation des sols de la commune, telle qu'elle ressort de la base de données européenne d'occupation biophysique des sols Corine Land Cover (CLC), est marquée par l'importance des territoires agricoles (76,8 % en 2018), en diminution par rapport à 1990 (79,1 %). La répartition détaillée en 2018 est la suivante : 
prairies (27 %), terres arables (21,5 %), zones agricoles hétérogènes (18 %), cultures permanentes (10,3 %), eaux continentales (8 %), forêts (6,2 %), zones urbanisées (4,8 %), zones industrielles ou commerciales et réseaux de communication (2,1 %), espaces ouverts, sans ou avec peu de végétation (1,1 %), mines, décharges et chantiers (1 %). L'évolution de l'occupation des sols de la commune et de ses infrastructures peut être observée sur les différentes représentations cartographiques du territoire : la carte de Cassini (XVIIIe siècle), la carte d'état-major (1820-1866) et les cartes ou photos aériennes de l'IGN pour la période actuelle (1950 à aujourd'hui).

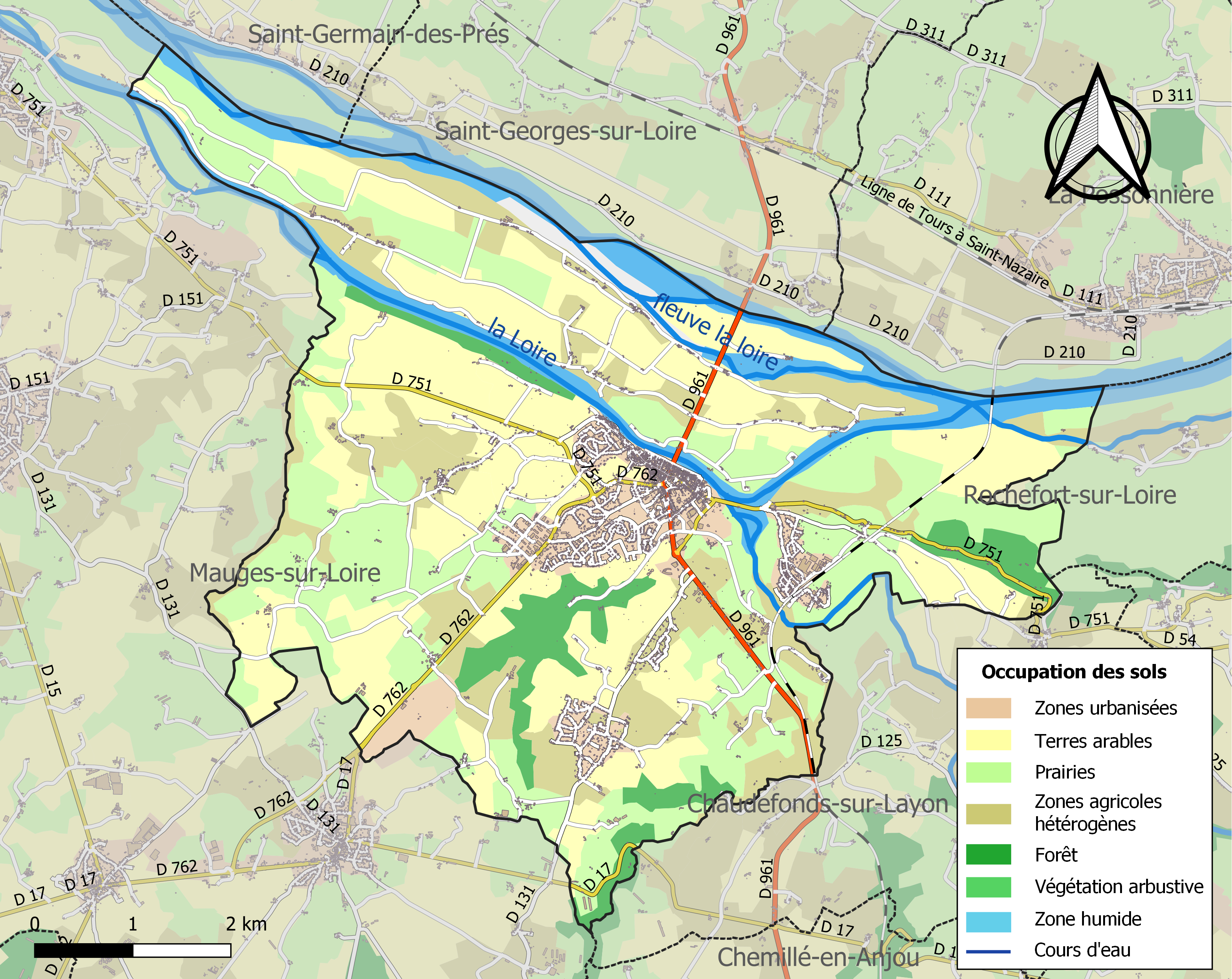
Carte des infrastructures et de l'occupation des sols de la commune en 2018 (CLC).

### Morphologie urbaine
Les quartiers anciens se sont développés le long de la rive gauche de la Loire, autour des deux églises des XIIe et XIIIe siècles. Ils sont répartis le long des quais Gambetta et Victor-Hugo, et le long des rues centrales, rue Thiers, rue Félix-Fauré, rue Carnot et rue du Vieux-Pont. Ils se composent de bâtiments à un ou deux étages.
Le quartier Saint-Maurille, situé entre le quai Victor-Hugo et les rues Carnot et Vieux-Pont, est un site protégé.
À l'ouest on trouve des quartiers résidentiels. En 2010, la commune a réalisé un nouveau lotissement, Le Grand Coteau III.
Le précédent plan local d'urbanisme (PLU) datant de décembre 2003, sa révision est initiée en 2009, avec une phase de concertation en juillet 2011 et une enquête publique en septembre. Cette troisième modification du plan local d'urbanisme est validée en 2012.

### Logement
En 2008, les résidences principales construites avant 2006 datent pour 36 % d'avant 1949, 19 % entre 1949 et 1974, 25 % entre 1975 et 1989, et 20 % entre 1990 et 2005.
En 2009, le nombre total de logements dans la commune est de 3 025 (pour 2 936 en 2008),. Parmi ces logements, 88 % sont des résidences principales, 3 % des résidences secondaires et 9 % des logements vacants. Ces logements sont pour une part de 74 % des maisons et de 24 % des appartements. Toujours sur l'ensemble des logements de la commune, 2 % sont des studios, 11 % des logements de deux pièces, 18 % de trois pièces, 24 % de quatre pièces et 44 % des logements de cinq pièces ou plus.
Le nombre de ménages propriétaires de leur logements sont alors de 62 %, proportion supérieure à la moyenne départementale (de 60 %), et le nombre de ménages locataires est de 36 %. On peut également noter que 2 % des logements sont occupés gratuitement.
L'ancienneté d'emménagement dans la résidence principale, rapporté au nombre de ménages, est de 13 % depuis moins de deux ans, 23 % entre deux et quatre ans, 16 % entre cinq et neuf ans, et 48 % de dix ans et plus.
|                                                  | 1968  | 1975  | 1982  | 1990  | 1999  | 2009  |
| ------------------------------------------------ | ----- | ----- | ----- | ----- | ----- | ----- |
| Ensemble                                         | 1 531 | 1 778 | 2 068 | 2 219 | 2 461 | 3 025 |
| Résidences principales                           | 1 286 | 1 441 | 1 715 | 1 891 | 2 193 | 2 661 |
| Résidences secondaires et logements occasionnels | 182   | 218   | 228   | 210   | 153   | 100   |
| Logements vacants                                | 63    | 119   | 125   | 118   | 115   | 264   |

En 2013, on trouve 31 381 logements dans la commune, dont 88 % sont des résidences principales, pour une moyenne sur le département de 90 %, et dont 62 % des ménages en sont propriétaires.

## Toponymie et héraldique

### Toponymie
Le nom de la localité est attesté sous les formes Vicus Calonna au VIe siècle, Cellula Calonnensis en 837, Cella Calonna en 844, Calonna super Ligerim ou Vicus Calonnœ en 1031, Calomnensis cella en 1036, Calumna en 1037, Chalumna en 1050, Calomna ou Calunna en 1052, Castrum Calunnense en 1055, Colonia en 1082, Calumpna en 1100, Calumnia en 1136, Calone en 1142, Chalonnes en 1793 et 1801 avant de devenir Chalonnes-sur-Loire.
L'hydronyme et toponyme CALONNA est répandu en France. Il se compose de deux éléments : Cal-, suivi de l'élément hydronymique -onna. Cal- remonte à un pré-indo-européen *kal « pierre », d'où le dérivé *cala « abri sous roche » (d'où chalet), suivi du gaulois onna « eau » , d'où le sens global « maison [près] de l'eau » ou « abri sous roche près de l'eau ». Étant donné les noms de rivière de type Calonne (forme normanno-picarde), ce type toponymique a pu désigner à l'origine un cours d'eau ou une fontaine, d'où le sens d'« eau coulant sur des pierres ».
Dans le département, il existe une autre commune au nom de Chalonnes, Chalonnes-sous-le-Lude, située dans le Baugeois près de Noyant.
Nom des habitants (gentilé) : les Chalonnais.

### Héraldique
| Chalonnes-sur-Loire | Héraldique : Parti : au 1er de gueules à l'escarboucle d'or, au 2e d'argent à la croix de gueules au chef d'azur chargé d'une mitre d'or. |

## Histoire

### Préhistoire et Antiquité
Des traces préhistoriques présentes dans la commune en font un des sites les plus anciennement habités de l'Anjou. On a trouvé de nombreux fossiles sur les sites de Roc-en-Pail et de Pierre-Cou. Sur le premier y furent notamment découverts des ossements d'animaux. On a ainsi pu savoir que vers -30000 s'y trouvaient des mammouths et des rennes, pour laisser la place à la fin période glaciaire (vers -10000) à des sangliers et des cerfs.
Sur le plateau nommé Pierre-Cou on a retrouvé des briques à rebords, de vieux murs et une pièce d'or de Trajan ; traces d'une occupation romaine à l'époque gallo-romaine.
Depuis la plus haute antiquité la situation de Chalonnes-sur-Loire, au confluent du Layon et de la Loire, en fait un des lieux les plus anciennement habités de l'Anjou ; le seul où l'on trouve des traces de vie humaine préhistorique. Sa situation favorable a incité les druides à y fonder un collège réputé.
La région de Chalonnes est l'une des premières de l'Anjou à être évangélisée (IVe siècle), notamment par Maurille d'Angers, évêque d'Angers. C'est avec lui que débute le mouvement. Il s'installe à Chalonnes où l'on trouve plusieurs traces de son séjour : la Pierre Saint-Maurille, le Fontaine Saint-Maurille, l'église Saint-Maurille.

### Moyen Âge
La Loire a toujours eu une influence sur la ville de Chalonnes, servant de frontière naturelle entre les Mauges (au sud) et le Segréen (au nord). La première citation d'un pont date de 1138–1148.
Situé non loin de la commune de Champtocé-sur-Loire, en 1422, Gilles de Rais épouse Catherine de Thouars, dame de Pouzauges et Tiffauges, à Chalonnes, en l'église Saint-Maurille.

### Ancien Régime

Carte de l'Anjou au XVIIIe siècle.

Durant les guerres de religion, Chalonnes s'oppose au pouvoir royal. Henri IV devenu souverain, une grande partie de la province d'Anjou, hormis Angers et Saumur, refuse de reconnaître ce roi huguenot. Les ligueurs de Chalonnes refusent de se rallier au roi. En 1593, s'étant fait catholique, la paix revient en Anjou.
Sous l'Ancien Régime la commune se divise en deux paroisses, l'église Saint-Maurille et l'église Notre-Dame.

Occupé par les moines de Marmoutiers, le prieuré de Saint-Maurille est saccagé par les moines de Saint-Serge. Il est ensuite rattaché à celui de Saint-Quentin-en-Mauges et l'église n'est alors plus qu'une paroisse secondaire.

Le prieuré de Saint-Serge avait pour domaine un petit fief dans les paroisses de Sainte-Christine et de Chalonnes, une partie de l'île de l'Ancien, des prés, des vignes, un moulin sur la rivière du Jeu et des terres sur Juigné.
L'église et les bâtiments du prieuré sont détruits durant les guerres de religion, puis reconstruits en 1573 en réunissant le prieuré à la cure. Durant cette même période troublée, la ville est pillée par les Protestants puis par les Ligueurs.
L'évêque d'Angers restera jusqu'à la Révolution, seigneur baron de Chalonnes, qui était l'un de ses principaux domaines avec Villevêque et Morannes. Les biens des prieurés seront dispersés et vendus à la Révolution.
À la veille de la Révolution française, Chalonnes dépend de la sénéchaussée d'Angers.

### Révolution
Après la Révolution, et comme dans le reste du pays des Mauges, la région est marquée par la guerre de Vendée.
En mars 1793, les insurgés décident de marcher sur la ville de Chalonnes. Bien que défendue par 4 000 Républicains (les Bleus, les Patriotes), face à la menace des insurgés les soldats préfèrent abandonner la place et se replier sur Angers. Les paysans, qui ont chassé les patriotes de leurs pays, se dispersent ensuite et rentrent chez eux pour célébrer les fêtes de Pâques.
La révolte prend ainsi fin, mais les armées révolutionnaires envoyées pour réprimer la révolte (colonnes infernales) relancent la guerre. C'est le cas en mars 1795, où la division Chemillé de l'armée de Stofflet attaque le camp de Chalonnes.

### Époque contemporaine
À la réorganisation administrative qui suit la Révolution en 1790, Chalonnes est chef-lieu de canton (de Chalonnes) dépendant du district d'Angers, puis en 1800 de l'arrondissement d'Angers.
Au XVIIIe siècle, l'industrie des fours à chaux se développe en même temps que celle des mines de charbon. Plusieurs mines de houille ouvrent sur les communes de Chalonnes, Chaudefonds et Saint-Aubin. Le Layon est alors canalisé puis utilisé pour le transport de vins, minerais et autres produits de la région.
La Société des Fours à Chaux et Carrières de l'Ouest exploitait encore des fours à chaux à Chalonnes en 1965.
Il faut attendre le milieu du XIXe siècle pour voir se développer les ponts sur la Loire ; période où sont construits celui de Chalonnes, mais aussi ceux d'Ingrandes, Montjean, Les Rosiers, Saint-Florent et Saint-Mathurin.

Les ponts suspendus de Chalonnes, situés au confluent de la Loire et du Layon, sont construits en 1840 et mis en service l'année suivante.
À la fin du XIXe siècle est construit un réseau secondaire de chemin de fer, le Petit Anjou. La ligne Cholet-Angers passe par Chalonnes.
L'exploitation des mines de houille de Chalonnes est active tout au long du XIXe siècle et va décliner au début du XXe siècle pour cesser en 1913 au puits no 4 et no 5,.

La puits no 4 des houillères de Chalonnes.
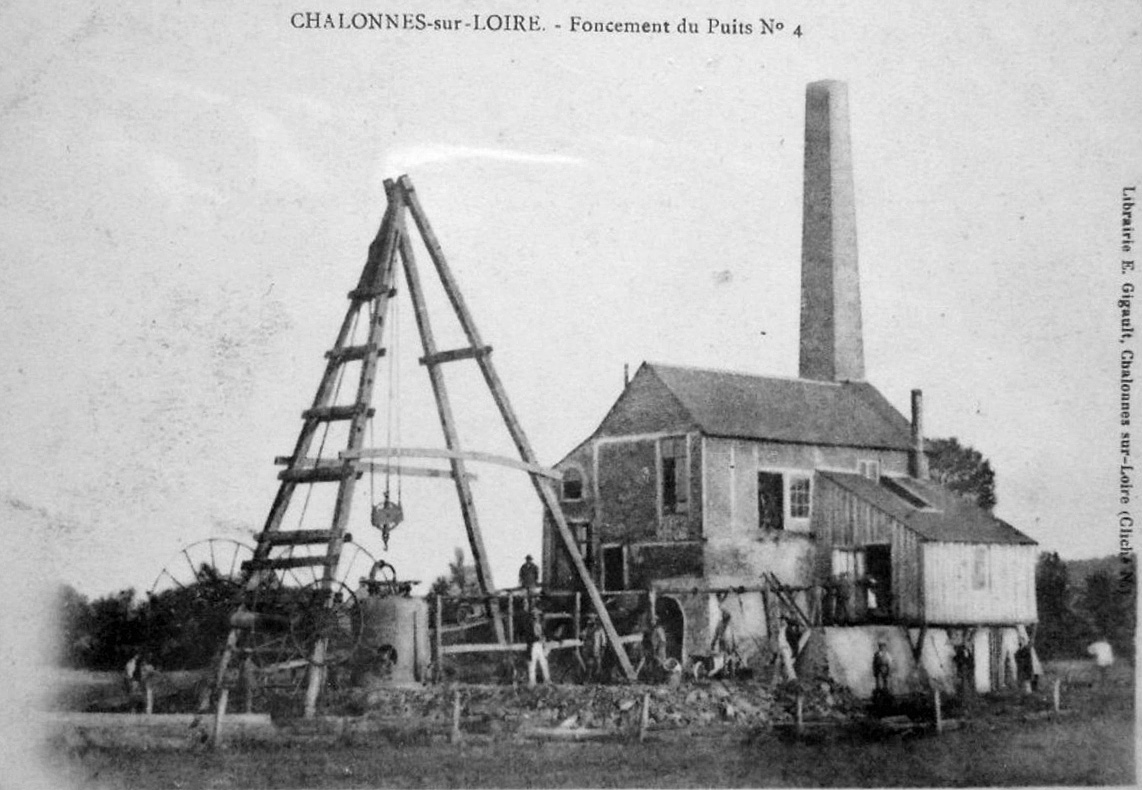
Fonçage.
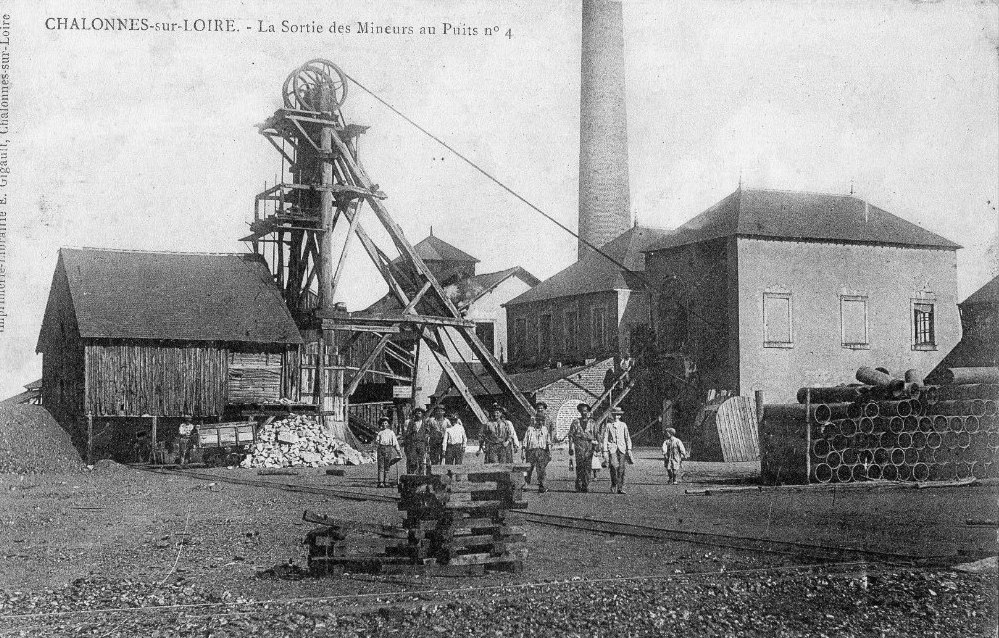
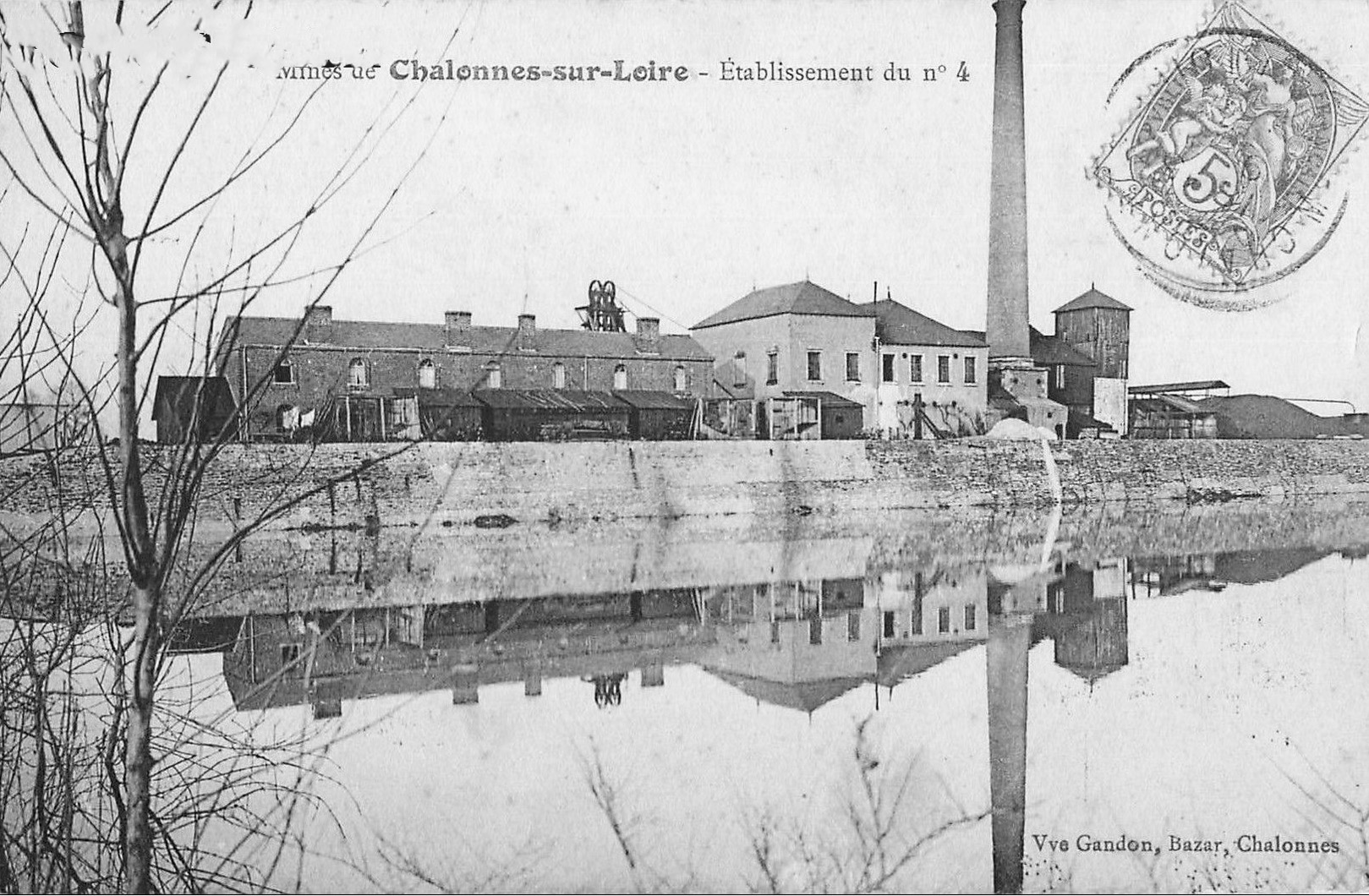

Après la déclaration de guerre du 3 août 1914 (Première Guerre mondiale), le pays n'est pas préparé à accueillir un grand nombre de blessés. Les villes sont mises à contribution pour créer des « hôpitaux temporaires et complémentaires ». Le 9 septembre, à l'initiative de M. Lucien Frémy, maire et conseiller général, l'hospice Gayot accueille des blessés du conflit. Cette ambulance de vingt lits, dénommée « Hôpital Bénévole 123bis », fonctionnera jusqu'au 31 décembre 1918. 372 blessés ont été inscrits au registre des entrées. Au cours de conflit, 129 chalonnais perdent la vie
Au cours de la Seconde Guerre mondiale, l'armée allemande arrive en Anjou le 19 juin 1940. Le passage de la Loire est vaillamment défendu notamment à Chalonnes comme aux Ponts-de-Cé et à Saumur. Les ponts sont détruits pour couper la route à l'ennemi.

Le pont suspendu de Chalonnes est détruit le 20 juin à 0 h 15. Remplacé dans un premier temps par un pont de bateaux, les Allemands installent rapidement un pont en bois. Ce pont en bois est disloqué sous l'effet des glaces le 26 décembre 1940. On instaure alors un bac pour traverser le fleuve. Le pont que l'on connaît aujourd'hui a été inauguré le 25 juillet 1948 (pont en ciment armé soutenu par un système de câbles),.
L'île de Chalonnes est le théâtre d'affrontements à la Libération. Le 26 août 1944, trois hommes des FFI tombent aux combats durant des accrochages avec les troupes allemandes, qui tiennent encore la rive gauche de la Loire. Quelques jours auparavant, c'est à Rochefort que les troupes allemandes s'illustrèrent. Lors de la Seconde Guerre mondiale, 24 habitants sont tués. Deux autres mourront lors de la guerre d'Indochine et deux pendant la guerre d'Algérie.

## Politique et administration

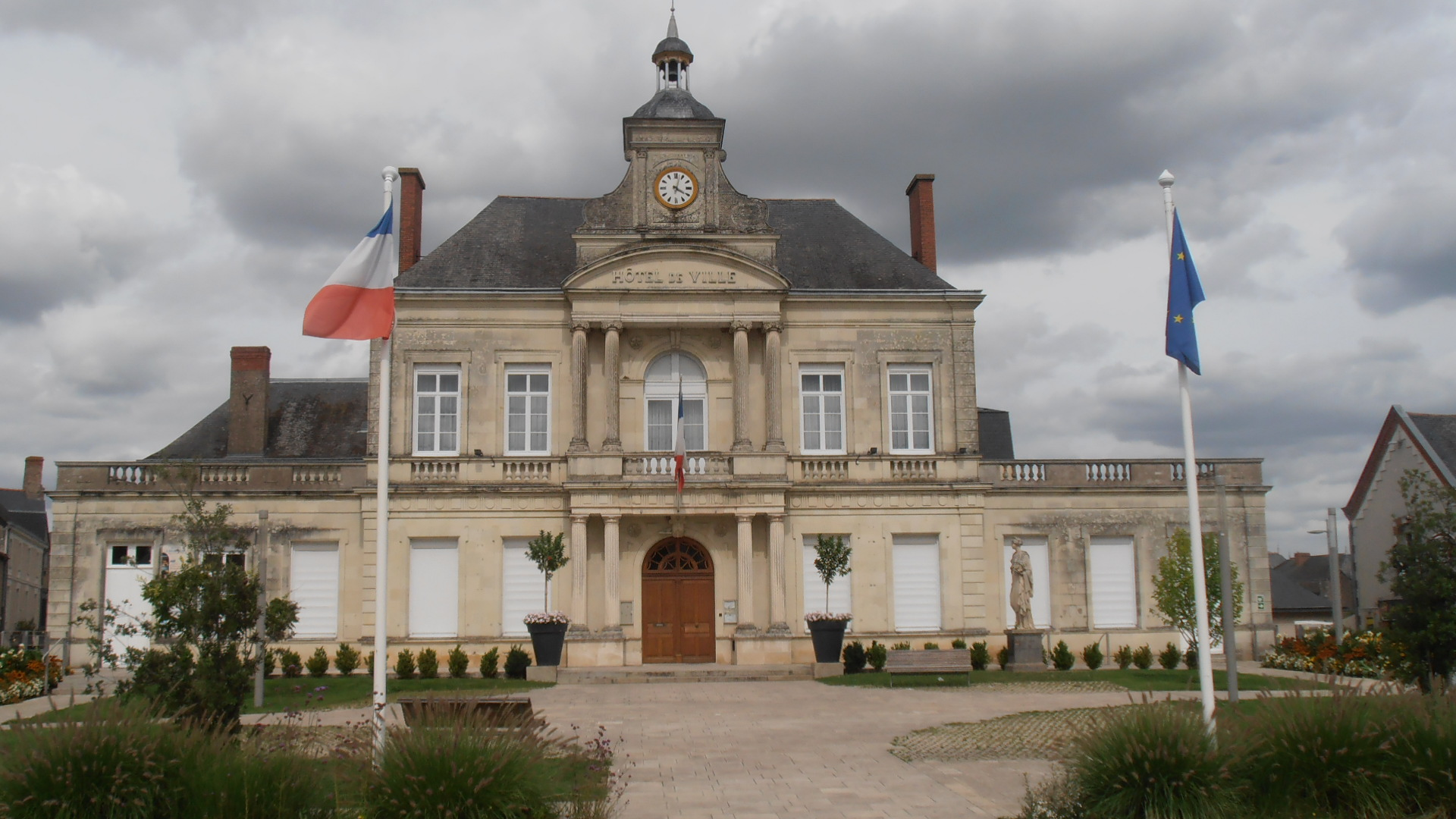
L'hôtel de ville.

### Administration municipale
La commune est créée à la Révolution. Commune en 1790 (Chalonnes puis Chalonnes-sur-Loire). Le conseil municipal est composé de 29 élus.
| Période                                  | Période                   | Identité                             | Étiquette       | Qualité |
| ---------------------------------------- | ------------------------- | ------------------------------------ | --------------- | --- |
| 1 février 1790                           | 13 juillet 1791           | Pierre Bonneau                       |                 | Marchand |
| 14 juillet 1791                          | 31 décembre 1792          | Joseph Fleury                        |                 | Notaire |
| 1 janvier 1793                           | 26 novembre 1793          | Jean Antoine Vial                    |                 | Avocat |
| 27 novembre 1793                         | 17 octobre 1795           | Jean Péan                            |                 | Notaire |
| 18 octobre 1795                          | 12 septembre 1798         | René Métivier                        |                 | Fermier |
| 13 septembre 1798                        | 30 juillet 1800           | Denis Renou                          |                 | Horloger |
| 31 juillet 1800                          | 26 août 1804              | Joseph-Claude Fleury                 |                 | Notaire |
| 27 août 1804                             | 10 avril 1807             | René Cherbonneau                     |                 | Marchand |
| 11 avril 1807                            | 6 août 1814               | Charles-Victor Hunault de la Peltrie | Bonapartiste    | Épicier |
| 7 août 1814                              | 4 août 1821               | Pierre-Honoré Fleury                 |                 | Notaire |
| 5 août 1821                              | 10 novembre 1828          | Pierre Martineau                     |                 | Militaire |
| 11 novembre 1828                         | 27 janvier 1847           | Pierre-Honoré Fleury                 |                 | Notaire |
| 28 janvier 1847                          | 5 mars 1848               | Jacques Barrault                     |                 | Fermier |
| 6 mars 1848                              | 15 janvier 1859           | Pierre-Honoré Fleury                 |                 | Notaire |
| 16 janvier 1859                          | 15 juin 1869              | Barthélémy de Las Cases              | Bonapartiste    | Industriel |
| 16 juin 1869                             | 22 octobre 1870           | Pierre-Augustin Renault              |                 | Chaufournier                                                                                                  |
| 23 octobre 1870                          | 20 janvier 1878           | René-Charles Drouard                 |                 | Géomètre |
| 22 janvier 1878                          | 1 juin 1882               | Henri de Douvres                     |                 | Marchand |
| 2 juin 1882                              | 19 mai 1888               | Ernest Chevalier                     |                 | Magistrat |
| 20 mai 1888                              | 7 septembre 1895          | Léon Cousin                          |                 | Chaufournier                                                                                                  |
| 8 septembre 1895                         | 6 août 1921               | Lucien Frémy                         | Gauche Radicale | Distillateur                                                                                                  |
| 7 août 1921                              | 16 mai 1925               | Eugène Robin                         |                 | Grainetier |
| 17 mai 1925                              | 4 juillet 1931            | René Grimault                        | Conservateur    | Notaire |
| 5 juillet 1931                           | 11 juin 1940 (révoqué)    | Léon Malthète                        | URD             | Pharmacien |
| 12 juin 1940                             | 25 février 1941           | Pierre Cesbron                       |                 | Viticulteur                                                                                                   |
| 1941                                     | mars 1959                 | M. Laffon de Ladébat                 |                 | Colonel, maire honoraire                                                                                      |
| mars 1959                                | mars 1965                 | René Groneau                         |                 | |
| mars 1965                                | mars 1977                 | Gaston Bernier                       |                 | |
| mars 1977                                | juin 1995                 | Alain Poirier                        | DVG             | Masseur-kinésithérapeute Conseiller général (1984-1985)                                                       |
| juin 1995                                | mars 2008                 | Michel Bordereau                     | UDF             | Cadre enseignant technique retraité Conseiller général (1985-2004) Président de la CC Loire-Layon (2001-2008) |
| mars 2008                                | juillet 2017              | Stella Dupont,                       | PS puis LREM    | Responsable administratif et financier Députée de Maine-et-Loire Conseillère générale (2004 → 2015)           |
| juillet 2017                             | mai 2020                  | Philippe Ménard                      | EELV            | Masseur-kinésithérapeute                                                                                      |
| mai 2020                                 | En cours (au 30 mai 2020) | Marie-Madeleine Monnier              | DVD             | Infirmière retraitée Adjointe au maire (1995 → 2008)                                                          |
| Les données manquantes sont à compléter. |                           |                                      |                 | |

### Comptes de la commune
| Chiffres clés                                                 | En milliers d'Euros | En euros par habitant | Chiffres 2000 |
| ------------------------------------------------------------- | ------------------- | --------------------- | ------------- |
| Total des produits de fonctionnement (A)                      | 7 776               | 1 154                 | 5 020         |
| Total des charges de fonctionnement (B)                       | 6 966               | 1 034                 | 4 122         |
| Résultat comptable (R=A-B)                                    | 810                 | 120                   | 898           |
| Total des ressources d'investissement (C)                     | 2 448               | 363                   | 1 693         |
| Total des emplois d'investissement (D)                        | 2 760               | 410                   | 2 009         |
| Besoin ou capacité de financement des investissements (E=D-C) | 312                 | 46                    | 316           |
| Encours de la dette au 31/12                                  | 4 836               | 718                   | 7 109         |
| Annuité de la dette                                           | 495                 | 73                    | 1 507         |

| Fiscalité locale                    | Taux    |
| ----------------------------------- | ------- |
| Taxe d'habitation (y compris THLV)  | 13,03 % |
| Foncier bâti                        | 22,40 % |
| Foncier non bâti                    | 33,68 % |
| Cotisation foncière des entreprises | 0,00 %  |

### Jumelages
La ville de Chalonnes est jumelée avec plusieurs villes étrangères :
- Tecklembourg (Allemagne) depuis 1982. Le nom de Tecklenburg a été donné à une rue de Chalonnes, celui de Chalonnes à une place de Tecklenburg ;
- Ballinasloe (Irlande) depuis 1991. Le nom de Ballinasloë a été donné à une rue de Chalonnes ;
- Sanniki (Pologne) depuis 1996. Le nom de Sanniki a été donné à une rue de Chalonnes[87].

### Intercommunalité
Jusqu'en 2016 la commune est intégrée à la communauté de communes Loire-Layon. Cette structure intercommunale regroupe dix communes, dont Chalonnes, Chaudefonds, Saint-Aubin, Saint-Georges et Saint-Germain. Créée à la suite de la loi du 6 février 1992, loi d'orientation relative à l'aménagement du territoire, ses compétences sont le développement économique et l'aménagement du territoire. Au travers de cette intercommunalité, Chalonnes est également membre du syndicat mixte Pays de Loire en Layon, structure administrative française d'aménagement du territoire. Cette structure intercommunale comprend quatre communautés de communes : Coteaux-du-Layon, Gennes, Loire-Layon et Vihiersois-Haut-Layon. Elle a pour objet de travailler sur la valorisation touristique de son patrimoine ligérien et viticole.
À la suite de la révision du schéma départemental de coopération intercommunale, le 1er janvier 2017 les communautés de communes Loire-Layon, Coteaux du Layon et Loire Aubance fusionnent dans la communauté de communes Loire Layon Aubance.

### Rattachements administratifs et électoraux
Chalonnes-sur-Loire fait partie du canton de Chalonnes (bureau distributeur) et de l'arrondissement d'Angers,.
Jusqu'en 2014 le canton de Chalonnes comprend cinq communes (Chalonnes, Chaudefonds, Denée, Rochefort et Saint-Aubin), sous sa forme constituée en 1800 (loi du 28 pluviôse an VIII). Il comptait 11 471 habitants en 2006. Dans le cadre de la réforme territoriale, un nouveau découpage territorial pour le département de Maine-et-Loire est défini par le décret du 26 février 2014. Le canton passe alors de cinq à dix-sept communes, Chalonnes en restant le chef-lieu (bureau distributeur), avec une entrée en vigueur au renouvellement des assemblées départementales de 2015.
Chalonnes fait partie de la deuxième circonscription de Maine-et-Loire, composée de cinq cantons dont Angers-Sud et Chemillé. La deuxième circonscription de Maine-et-Loire est l'une des sept circonscriptions législatives que compte le département.

### Instances judiciaires
Il n'y a pas d'administrations judiciaires à Chalonnes.
Le Tribunal d'instance, le Tribunal de grande instance, la Cour d'appel, le Tribunal pour enfants, le Conseil de prud'hommes, le Tribunal de commerce, se situent à Angers, tandis que le Tribunal administratif et la Cour administrative d'appel se situent à Nantes.

## Population et société

### Démographie

#### Évolution démographique
L'évolution du nombre d'habitants est connue à travers les recensements de la population effectués dans la commune depuis 1793. Pour les communes de moins de 10 000 habitants, une enquête de recensement portant sur toute la population est réalisée tous les cinq ans, les populations de référence des années intermédiaires étant quant à elles estimées par interpolation ou extrapolation. Pour la commune, le premier recensement exhaustif entrant dans le cadre du nouveau dispositif a été réalisé en 2004.

En 2022, la commune comptait 6 541 habitants, en évolution de −0,24 % par rapport à 2016 (Maine-et-Loire : +2,12 %, France hors Mayotte : +2,11 %).
| 1793  | 1800  | 1806  | 1821  | 1831  | 1836  | 1841  | 1846  | 1851  |
| ----- | ----- | ----- | ----- | ----- | ----- | ----- | ----- | ----- |
| 5 209 | 4 922 | 4 972 | 4 805 | 4 969 | 4 888 | 4 927 | 4 952 | 4 975 |

| 1856  | 1861  | 1866  | 1872  | 1876  | 1881  | 1886  | 1891  | 1896  |
| ----- | ----- | ----- | ----- | ----- | ----- | ----- | ----- | ----- |
| 5 822 | 6 089 | 6 515 | 5 836 | 5 530 | 5 139 | 4 811 | 4 594 | 4 470 |

| 1901  | 1906  | 1911  | 1921  | 1926  | 1931  | 1936  | 1946  | 1954  |
| ----- | ----- | ----- | ----- | ----- | ----- | ----- | ----- | ----- |
| 4 465 | 4 236 | 4 177 | 3 655 | 3 516 | 3 419 | 3 428 | 3 750 | 3 851 |

| 1962  | 1968  | 1975  | 1982  | 1990  | 1999  | 2004  | 2006  | 2009  |
| ----- | ----- | ----- | ----- | ----- | ----- | ----- | ----- | ----- |
| 4 058 | 4 259 | 4 682 | 5 281 | 5 354 | 5 594 | 5 884 | 5 971 | 6 421 |

| 2014  | 2019  | 2022  | - | - | - | - | - | - |
| ----- | ----- | ----- | - | - | - | - | - | - |
| 6 505 | 6 518 | 6 541 | - | - | - | - | - | - |

#### Pyramide des âges
En 2018, le taux de personnes d'un âge inférieur à 30 ans s'élève à 32,9 %, soit en dessous de la moyenne départementale (37,2 %). À l'inverse, le taux de personnes d'âge supérieur à 60 ans est de 29,3 % la même année, alors qu'il est de 25,6 % au niveau départemental.
En 2018, la commune comptait 3 108 hommes pour 3 419 femmes, soit un taux de 52,38 % de femmes, légèrement supérieur au taux départemental (51,37 %).
Les pyramides des âges de la commune et du département s'établissent comme suit.
| Hommes | Classe d’âge | Femmes |
| ------ | ------------ | ------ |
| 0,8    | 90 ou +      | 2,4    |
| 8,5    | 75-89 ans    | 11,6   |
| 17,6   | 60-74 ans    | 17,5   |
| 20,9   | 45-59 ans    | 19,0   |
| 18,4   | 30-44 ans    | 17,4   |
| 15,3   | 15-29 ans    | 14,2   |
| 18,5   | 0-14 ans     | 17,9   |

| Hommes | Classe d’âge | Femmes |
| ------ | ------------ | ------ |
| 0,9    | 90 ou +      | 2,1    |
| 7      | 75-89 ans    | 9,5    |
| 16,2   | 60-74 ans    | 16,9   |
| 19,4   | 45-59 ans    | 18,7   |
| 18,2   | 30-44 ans    | 17,5   |
| 18,8   | 15-29 ans    | 17,6   |
| 19,5   | 0-14 ans     | 17,6   |

### Vie locale
Chalonnes-sur-Loire est la ville la plus importante du canton. Les services publics présents dans la commune sont des écoles maternelles et primaires, deux collèges, une bibliothèque et une ludothèque, une maison familiale et rurale, un hôpital local et une maison de retraite, un centre de secours, une gendarmerie, une poste et une trésorerie.

Plusieurs organismes assurent des permanences comme la Caisse d'Allocations Familiales (CAF), la Caisse Primaire d'Assurance Maladie (CPAM) ou la Mutualité Sociale Agricole (MSA).
Outre les services publics, on y trouve aussi de nombreux commerces, une maison de l'enfance, un foyer des jeunes, une école de musique, des installations sportives (piscine, tennis), un cinéma, des structures de restauration (restaurants, pizzeria, bar à vin), des gites, un camping, une piscine, un étang, un mini golf, etc.

On pratique également la pêche sur les bords de Loire, du Louet, du Layon et des plans d'eau.
À 500 mètres du centre-ville, le camping du Candais (3 étoiles) est situé au bord de la Loire. À proximité on trouve également une aire de service pour camping-car.
Un marché important a lieu tous les mardis sur la place principale de l'agglomération (place de l'Hôtel-de-Ville), et le groupement des commerçants organise régulièrement des animations commerciales.

### Enseignement
Située dans l'académie de Nantes, la commune compte notamment quatre écoles et deux collèges : l'école maternelle Le Petit Prince, l'école privée maternelle Saint-Joseph, l'école primaire Joubert, l'école privée primaire Saint-Joseph, le collège Saint-Exupéry, et le collège privé de l'Armangé. On y trouve aussi deux maisons familiales, maison familiale rurale (MFR) et maison familiale Accueil et hébergement (MFAH).

### Santé
Plusieurs professionnels de la santé se trouvent sur le territoire communal : médecins généralistes, chirurgiens-dentistes, kinésithérapeutes, infirmiers, sages-femmes, psychologue clinicien psychothérapeute, orthophonistes, pharmacies, ophtalmologiste, opticiens, laboratoire d'analyses médicales.
On y trouve également trois établissements de santé : un hôpital local (28 places) et un établissement d'hébergement pour personnes âgées dépendantes (131 places), ainsi qu'une maison de retraite (49 places).

### Écologie et recyclage
La collecte des ordures ménagères (collecte sélective) est gérée par la communauté de communes Loire-Layon. Un centre de déchets se situe dans la zone industrielle de l'Éperonnerie, route de Saint-Laurent-de-la-Plaine (déchèterie intercommunale).
Plusieurs points d'apports volontaires sont également présents sur l'agglomération.

### Sports
Plusieurs équipements sportifs permettent la pratique du sport sur le territoire de la commune, tels l'athlétisme, le badminton, le basket, le canoé-kayak, le football, la gymnastique, le handball, le karaté, la natation, le tennis, le tennis de table, l'escalade, sans compter des sports mécaniques comme la moto ou le trial.
Il existe aussi un cercle de boule de fort, véritable phénomène culturel en Anjou.

### Manifestations et festivités
Coorganisé par l'association Calonn'anim et la mairie de Chalonnes, un festival de BD a lieu tous les ans en février.
Fin mai se déroule La Fête des vins d'Anjou de Chalonnes, organisée par l'Union des Producteurs de Grands Vins de Loire Layon Aubance. C'est l'une des plus importantes du Val de Loire.
L'équipe culturelle de la ville de Chalonnes propose chaque année depuis 2012 une programmation d'événements très variée, appelée Horizon(s). Elle s'articule autour de résidences d'artistes, de nombreux spectacles vivants proposés tout au long de l'été avec, à la fin, la Fête des Quais qui a lieu le dernier week-end d'août.

### Tourisme
Un petit train touristique permet des promenades à travers les vignes. Au départ de Chalonnes-sur-Loire, on peut y découvrir la vallée de la Loire et du Layon, depuis le belvédère de Pierre Coût.
Plusieurs circuits de randonnées sont possibles dans la commune : le territoire de l'intercommunalité Loire-Layon possède un réseau de vingt-et-un sentiers de randonnées pédestres, comme :
- le sentier du coteau Saint-Vincent, randonnée sur Chalonnes de 9 km ;
- le sentier des rivières de l'Armangé au Jeu, randonnée sur Chalonnes de 11 km ;
- le sentier de la Corniche Angevine, randonnée de Chalonnes à Rochefort de 33 km ;
- le sentier des vallées Loire et Louet, randonnée de Chalonnes à Rochefort de 21 km ;
- le sentier de la Vallée du Layon, randonnée de Chalonnes à Saint-Aubin de 25 km.

Par ailleurs le sentier de grande randonnée GR 3 passe par Chalonnes. Ce sentier traverse le département d'est en ouest en suivant la rive gauche de la Loire, de Fontevraud à Champtoceaux, en passant par Rochefort, Chalonnes, La Pommeraye et Le Mesnil-en-Vallée.
Un circuit de la Loire à vélo passe aussi sur l'Île de Chalonnes, permettant de relier, vers l'est, Nantes par Montjean-sur-Loire, ou Angers vers l'ouest, en passant par La Possonnière et Savennières. Des circuits de VTT entourent également la ville.
Un camping se situe dans la commune, le camping « Les Portes de la Loire », ouvert de mai à septembre.
On trouve dans la commune l'office de tourisme Loire-Layon, qui couvre le territoire de la communauté de communes Loire-Layon. Un nouveau local installé sur la place de l'Hôtel-de-Ville est inauguré en février 2014, remplaçant le précédent qui se trouvait dans les locaux de la mairie.

## Économie

### Revenus de la population et fiscalité
En 2010, le revenu fiscal médian par ménage sur Chalonnes-sur-Loire était de 17 563 €, pour une moyenne sur le département de 17 632 €.

### Population active et emploi
La population âgée de 15 à 64 ans s'élevait en 2009 à 3 886 personnes (3 459 en 1999), parmi lesquelles on comptait 75 % d'actifs dont 69 % ayant un emploi et 6 % de chômeurs.
En 2009 on comptait 2 297 emplois dans la commune, contre 2 506 en 1999. Le nombre d'actifs ayant un emploi résidant dans la commune étant de 2 703. L'indicateur de concentration d'emploi est de 85 %, ce qui signifie que la commune offre un nombre important d'emploi par rapport au nombre d'actifs, bien que celui-ci soit en diminution (109 % en 1999).

### Tissu économique
Chalonnes a souvent eu un commerce très développé, grâce à sa position géographique près de la Loire et du Layon, qui a longtemps permis le transport maritime, notamment des vins des Coteaux du Layon. Implanté en territoire rural, c'est aussi un centre administratif et commercial.
On y produit au XIXe siècle des vins blancs, du lin, du chanvre, des toiles, des mouchoirs, des cordages. S'y trouvent également une source d'eau minérale froide et du commerce de tissus, de vins et de bestiaux.
Au début du XXIe siècle, sur les 410 établissements présents dans la commune en 2008, 12 % relèvent du secteur de l'agriculture et 55 % du secteur du commerce et des services. Deux ans plus tard, en 2010, sur les 504 établissements présents, 10 % relèvent du secteur de l'agriculture (pour une moyenne de 17 % sur le département), 7 % du secteur de l'industrie, 11 % de celui de la construction, 56 % du secteur du commerce et des services et 16 % de celui de l'administration et de la santé.
En 2015, sur les 582 établissements présents, 6 % relèvent du secteur de l'agriculture (pour une moyenne de 11 % sur le département), 7 % du secteur de l'industrie, 9 % de celui de la construction, 60 % du secteur du commerce et des services et 18 % de celui de l'administration et de la santé.

### Agriculture
Comme dans le reste du département, l'agriculture est fortement implantée sur le territoire de Chalonnes, dont la viticulture qui représente la première activité agricole. L'agriculture tient une place importante en Maine-et-Loire, avec une forte occupation du territoire, la surface agricole utile représentant environ 64 % du département (contre 54 % en moyenne en France).

Vignobles de la vallée de la Loire.
(Cliquez pour agrandir)

Situé dans la région viticole du Val de Loire, une des principales activités agricoles est la viticulture, notamment avec l'appellation Coteaux-du-layon (AOC). Ce vin est un vin blanc liquoreux, dont l'aire géographique se situe sur vingt-sept communes du Maine-et-Loire bordant la rivière du Layon. Le vignoble de cette appellation d'origine contrôlée est implanté sur la partie sud-est du Massif armoricain constitué principalement de schistes, dont les sols bruns peu profonds de couleur sombre constituent l'Anjou noir. Ce terroir correspondent à des situations de coteaux bien exposés qui permettent d'obtenir des vendanges surmûries.
Tous les ans se déroule dans la commune une foire aux vins, la Fête des vins de l'Anjou.
Liste des appellations présentes sur le territoire :
- AOC AOP Anjou blanc, Anjou gamay, Anjou gamay nouveau ou primeur, Anjou mousseux blanc, Anjou mousseux rosé, Anjou rouge, Anjou Villages, Anjou-Coteaux de la Loire ;
- AOC AOP Cabernet d'Anjou, Cabernet d'Anjou nouveau ou primeur ;
- AOC AOP Coteaux du Layon, Coteaux du Layon Sélection de grains nobles ;
- AOC AOP Crémant de Loire blanc, Crémant de Loire rosé, Vin destiné à l'élaboration de Crémant de Loire blanc, Vin destiné à l'élaboration de Crémant de Loire rosé ;
- AOC AOP Rosé d'Anjou, Rosé d'Anjou nouveau ou primeur, Rosé de Loire ;
- AOC Maine-Anjou ;
- IGP Bœuf du Maine, Volailles de Cholet, Volailles d'Ancenis, Brioche vendéenne.

### Industrie
Autrefois il y avait une industrie minière, dont des traces sont encore visibles à la corniche angevine sur la route de Rochefort-sur-Loire. Aujourd'hui ces mines ne sont plus en activité.
L'industrie présente à Chalonnes se compose de petites structures artisanales, mais également d'une fabrique de pressoirs (Bucher Vaslin), une fabrique de cuves toutes eaux, et une fabrique de revêtements antidérapants (Passage).

### Commerces et services
On trouve dans la commune un marché hebdomadaire (mardi) et de nombreux commerces, alimentaires et non alimentaires. La situation géographique de Chalonnes a fait de la ville un centre de commerce relativement important. Il existe aussi des entreprises de tailles plus importantes, telles deux moyennes surfaces alimentaires, une moyenne surface en matériaux, une société de travaux publics et une société de transport.
Aujourd'hui l'accent est mis sur le développement des petites entreprises (seuls 7 % des établissements comptent 10 salariés ou plus), et sur le tourisme qui s'accroit d'année en année grâce notamment à un paysage étonnant, classé au Patrimoine mondial. Chalonnes-sur-Loire possède un office de tourisme, des chambres d'hôtes et des gîtes, un camping. Sur son territoire on peut faire des randonnées pédestres, naviguer sur le Louet, suivre des parcours viticoles, etc.

### Activité économique de la région
Principale ville de la région, Chalonnes-sur-Loire se trouve au cœur de l'activité économique du canton, tel que constitué à la fin du XVIIIe. Fin 2009, 958 établissements sont présents sur le territoire cantonal, dont 23 % dans le secteur de l'agriculture et 47 % dans le secteur du commerce et des services.
On y trouve 1 015 établissements en 2010, répartis pour 22 % dans le secteur de l'agriculture (pour 17 % sur l'ensemble du département), 7 % dans le secteur de l'industrie, 10 % dans celui de la construction, 48 % dans le secteur du commerce et des services (pour 53 % sur le département) et 14 % dans celui de l'administration et de la santé.

Seuls 4 % des établissements comptent alors plus de 10 salariés, pour 8 % sur l'ensemble du département.

## Culture locale et patrimoine

### Lieux et monuments

#### Sites classés
La commune de Chalonnes comporte plusieurs inscriptions, dont deux monuments historiques et deux sites protégés.
- Site paléolithique de Roc-en-Pail, site archéologique daté du paléolithique moyen et supérieur, Monument historique classé par arrêté du 8 mars 1978 (PA00109007)[125].
Les couches nombreuses sont riches en silex taillés et en faune avec ossements (mammouths, rhinocéros laineux, rennes, chamois, bœuf musqué bison, cheval). C'est l'un des sites paléolithiques les plus intéressants d'Anjou et de France[126].
- Église paroissiale Saint-Maurille, des XIIe et XIIIe siècles, élevée sur l'emplacement de la primitive Cella (sanctuaire romain), Inventaire du patrimoine,
chœur et chapelle du (XIIIe siècle) classés aux monuments historiques par arrêté du 25 août 1909 (PA00109008).
- Quartier Saint-Maurille, Site urbain inscrit par arrêté du 30 mai 1969[9].
- Site de la Corniche angevine, point de vue sur la vallée de la Loire et celle du Layon, s'étendant sur les communes de Chalonnes Chaudefonds Saint-Aubin et Rochefort, Grand paysage classé par décret en Conseil d'État du 11 février 2003 et inscrit par arrêté du 27 février 2004[9].
Le site de la Corniche angevine s'inscrit dans la famille des grands sites pittoresques et constitue un espace emblématique de l'Anjou[127].
- Église paroissiale Notre-Dame, des XIIe, XVe et XVIe siècles, bâtie sur un ancien temple païen détruit, Inventaire du patrimoine.

#### Autres lieux
- Chapelle Sainte-Barbe des Mines, érigée par sa veuve à la mémoire d'Emmanuel Pons De Las Cases, fils d'Emmanuel de Las Cases.
- Four à chaux, maison où l'on cuisait des pierres de chaux.
- Présidial, ancien tribunal des évêques barons de Chalonnes.
- Tour Saint-Pierre, seul reste du château féodal élevé par Foulques Nerra, comte d'Anjou.
- Hôtel particulier Tarin de Cussy du XVIIIe siècle, construit par Sébastien Onésime Tarin, sieur de Cussy, neveu de Pierre-Paul Tarin de Cussy, gouverneur de l'île de la Tortue et de l'île de Saint-Domingue, ce qui doit expliquer la représentation de tortues sur la façade. Cet hôtel particulier a servi de gendarmerie à la fin du XIXe siècle[128].
- Île de Chalonnes, île fluviale située dans le cours de la Loire.
- Prieuré Saint-Hervé, petite chapelle où vécut et mourut saint Hervé de Chalonnes au XIIe siècle[129].
- Site des Malpavés, cimetière du Ve siècle où les tombes furent creusées dans le schiste du lit de la Loire. Il et situé à l'arrière de l'église Saint-Maurille. On peut y accéder hors période de hautes eaux[130].
- Quais, en bord de Loire.
- Plan d'eau sur le Layon.

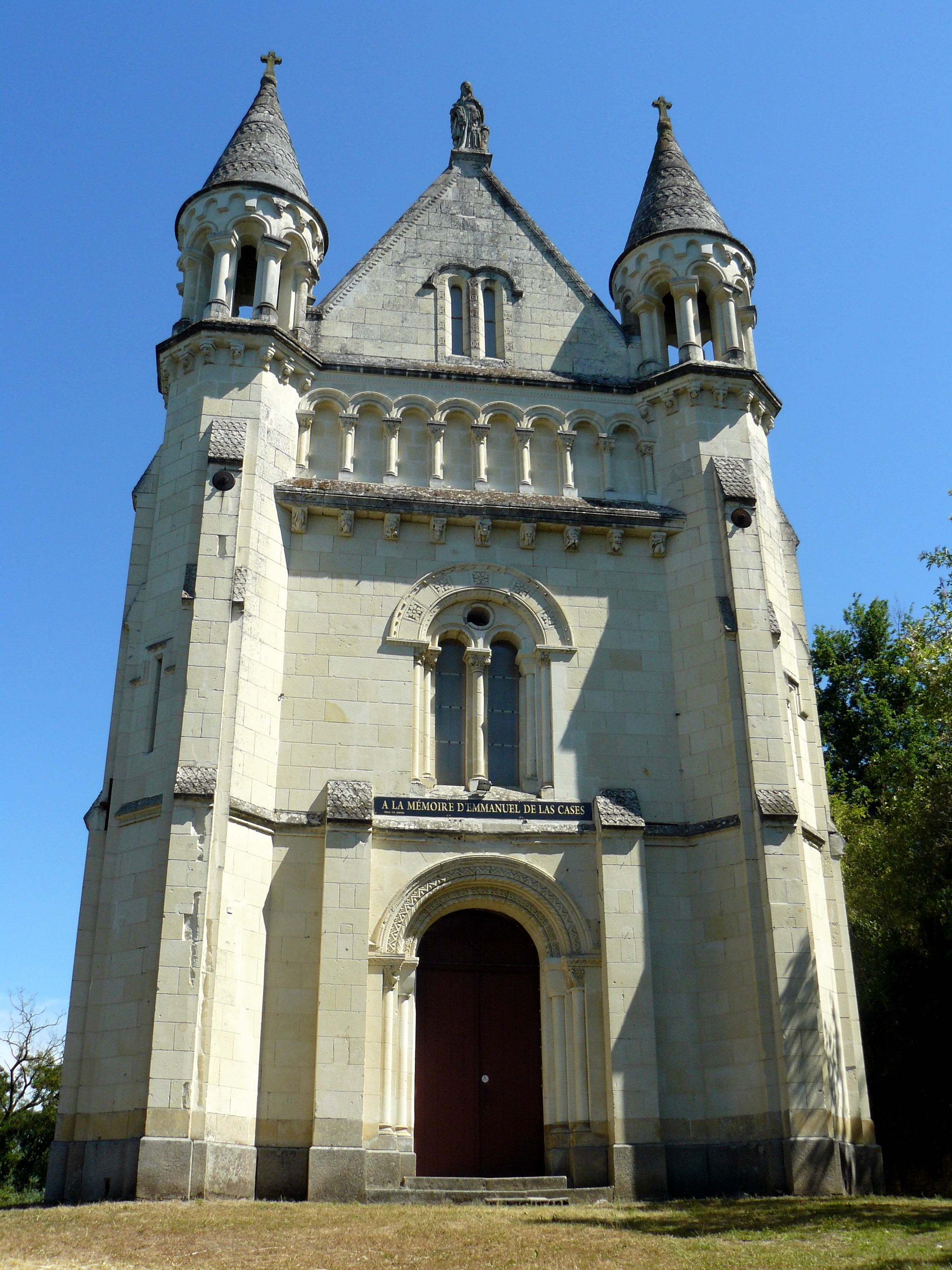
Chapelle Sainte-Barbe-des-Mines.
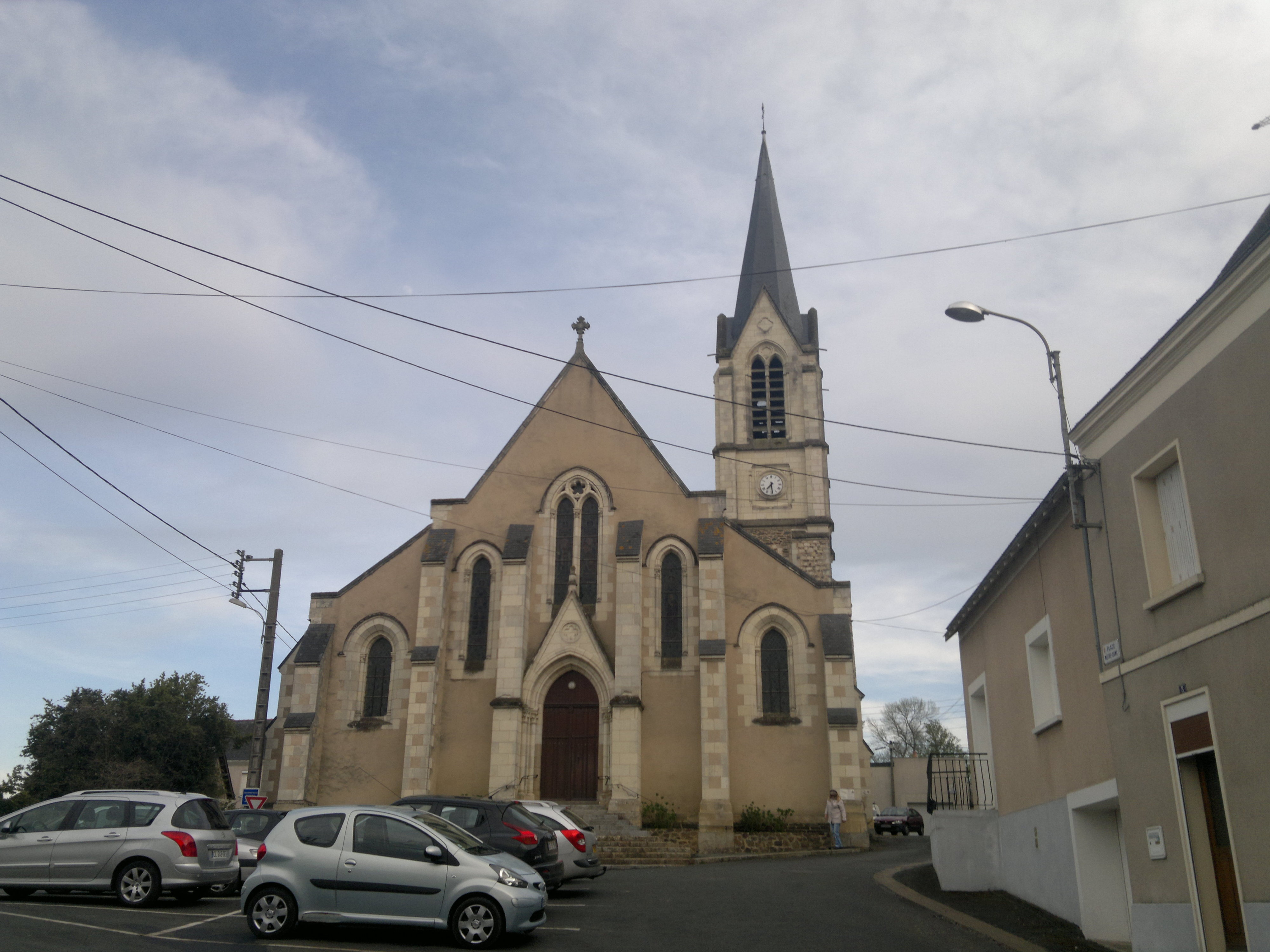
Église Notre-Dame.
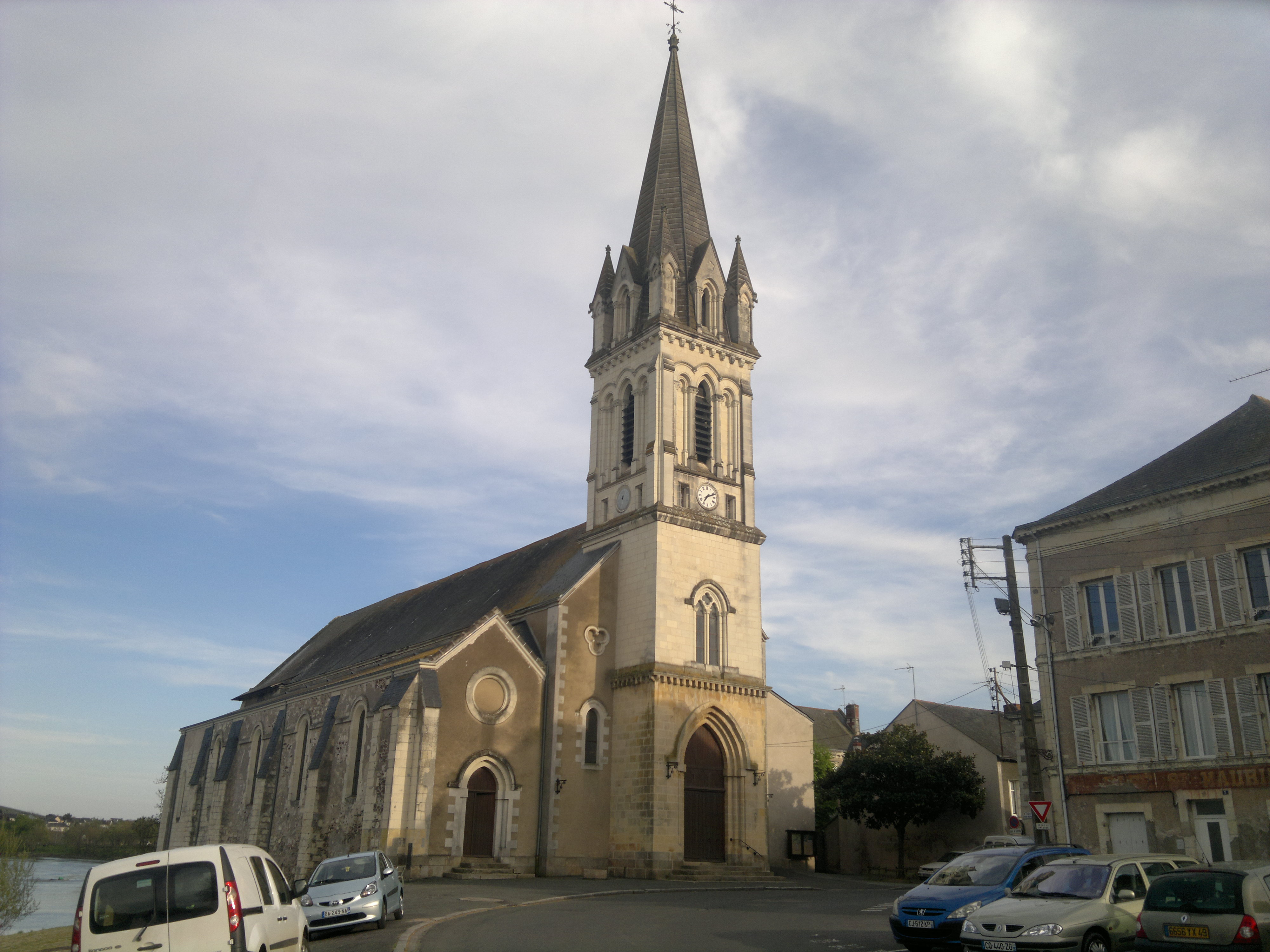
Église Saint-Maurille.
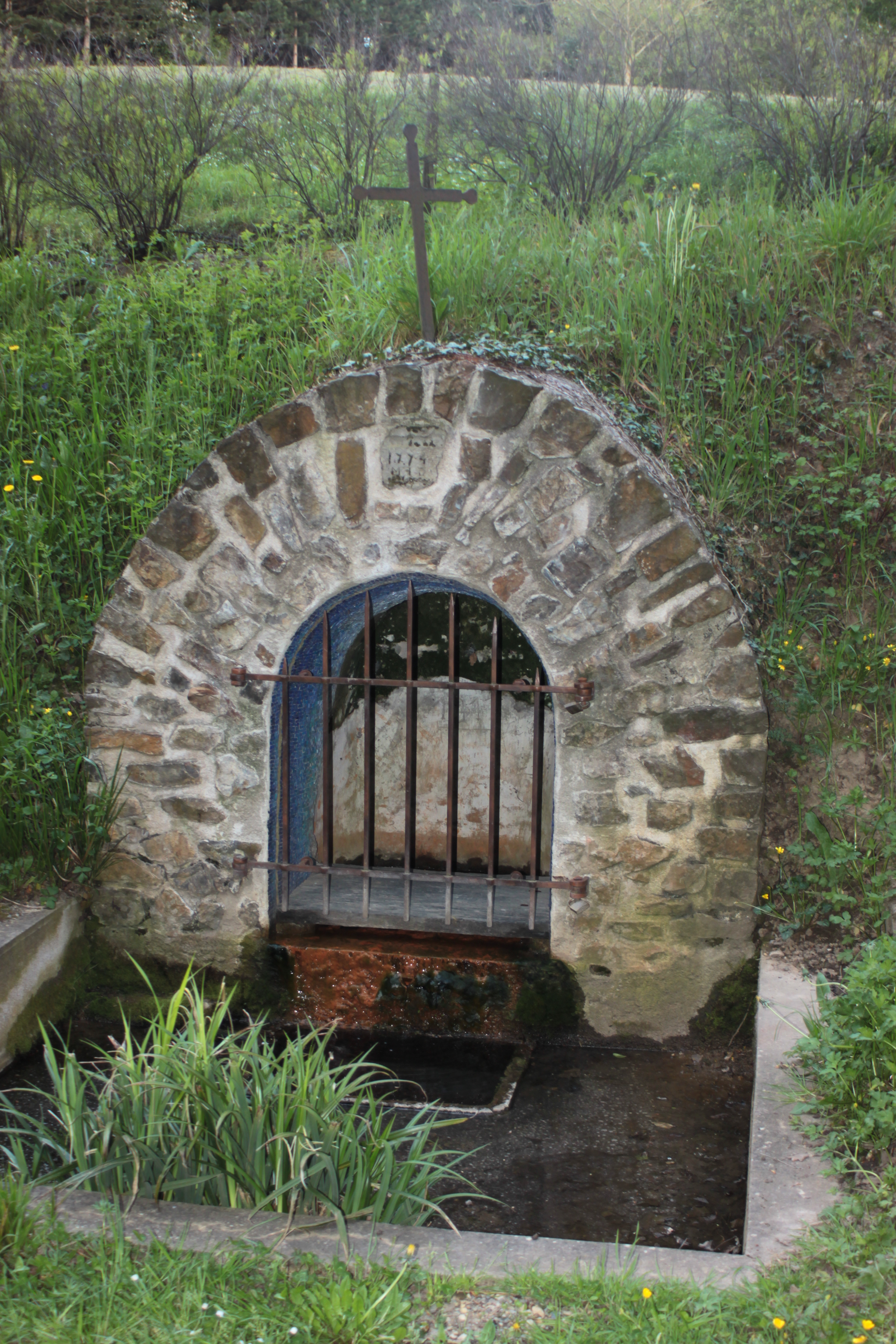
Fontaine Saint-Maurille.
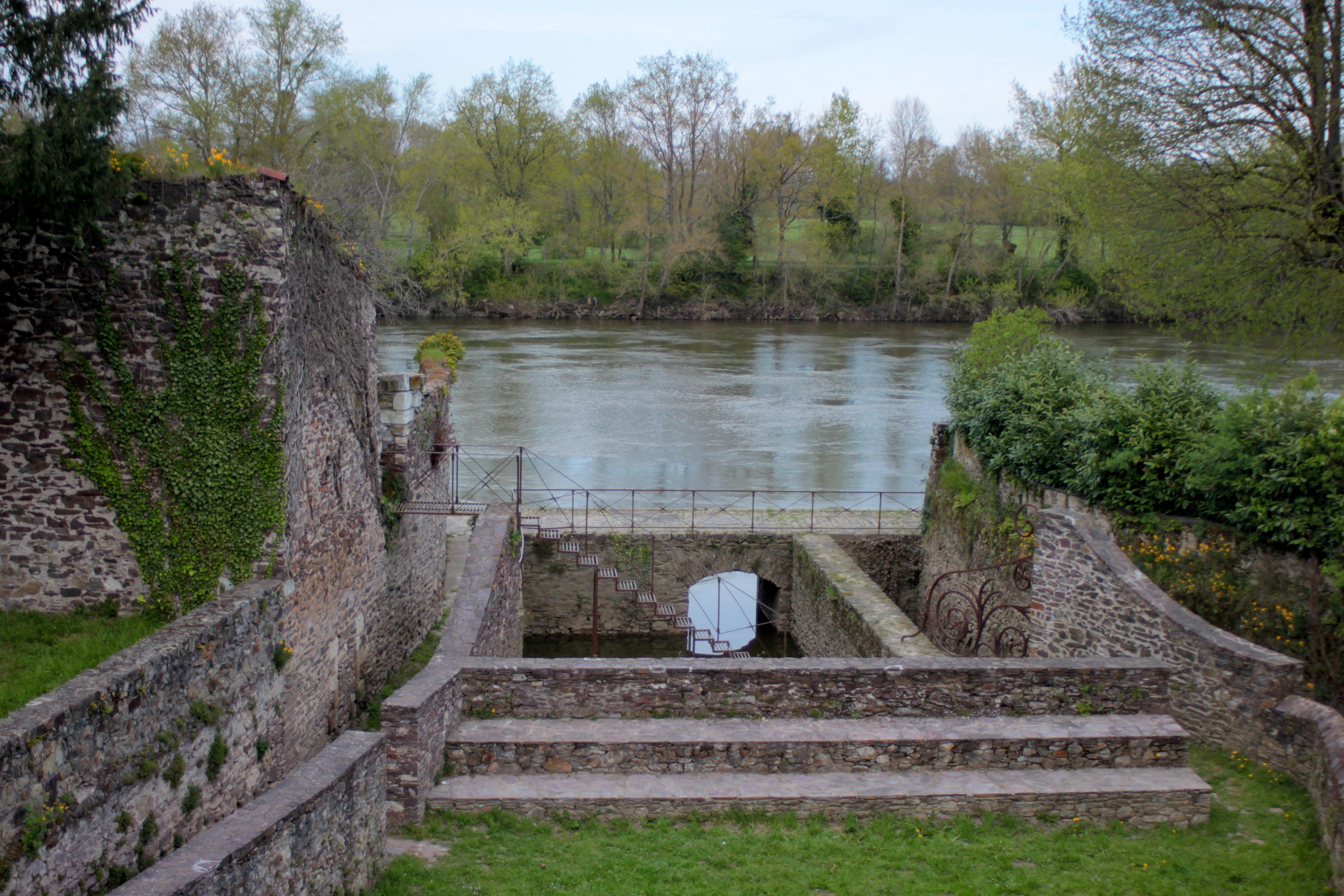
Port Saint-Pierre, château des Évêques.
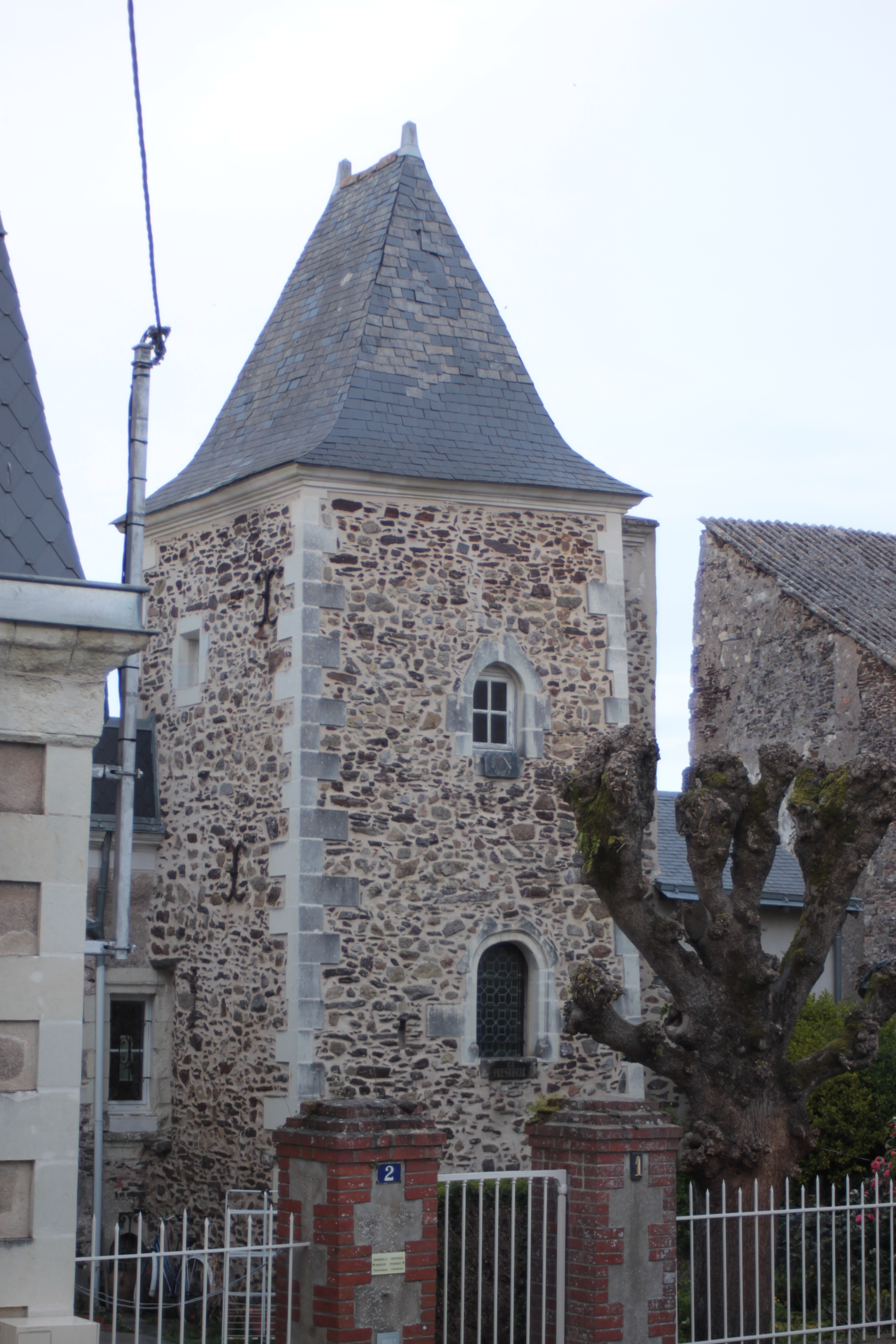
Le Présidial, château des Évêques.
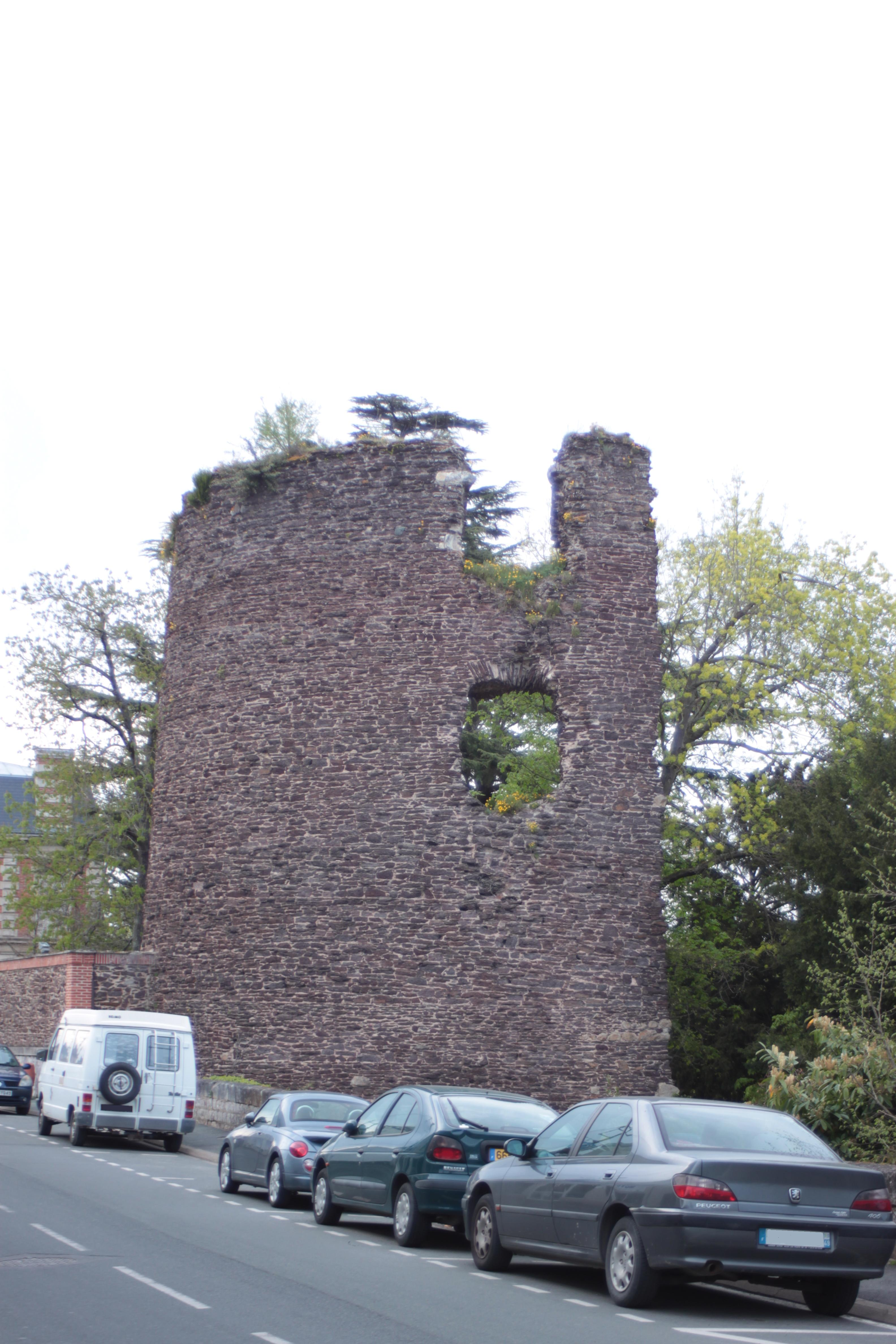
Dernière tour existante du château des Évêques.

### Équipements culturels
- Médiathèque et ludothèque Média-Ludo-Thèque, située dans l'ancien hospice[131].
- Lenin Café, musée guinguette à la Basse-Île[132],[133].

### Personnalités liées à la commune
- Jean-Baptiste Leclerc (1756-1826), homme politique français sous le Directoire (1795-1799), décédé à Chalonnes[134].
- Antoine-Jacques Houdet (1764-1826), prêtre sulpicien, né à Chalonnes.
- Claude-Joseph Trouvé (1768-1860), fonctionnaire et diplomate français, né à Chalonnes.
- Toussaint Bastard (1784-1846), médecin, directeur du Jardin des plantes d'Angers de 1807 à 1816 et directeur du Muséum d'histoires naturelles d'Angers de 1809 à 1816. Il écrivit la première Flore de l'Anjou en 1809[135],[136].
- Marc Seguin (1786-1875), ingénieur et inventeur français, à l'origine des ponts suspendus de Chalonnes.
- Jacques Triger (1801-1867), ingénieur géologue français du XIXe siècle, directeur-adjoint des Houillères de Chalonnes[137].
- Ernest Chevalier (1820-1887), magistrat et ami de Flaubert, député, conseiller général et maire de Chalonnes[138],[139],[140].
- Jacques Bertin (1946- ), écrivain, poète, chanteur vivant à Chalonnes et l'ayant chanté à de multiples reprises[141],[142].

## Pour approfondir